# Sontheim (Heilbronn)
Sontheim ist mit knapp 12.000 Einwohnern der drittgrößte Stadtteil von Heilbronn (nach der Kernstadt und Böckingen).

## Geographie

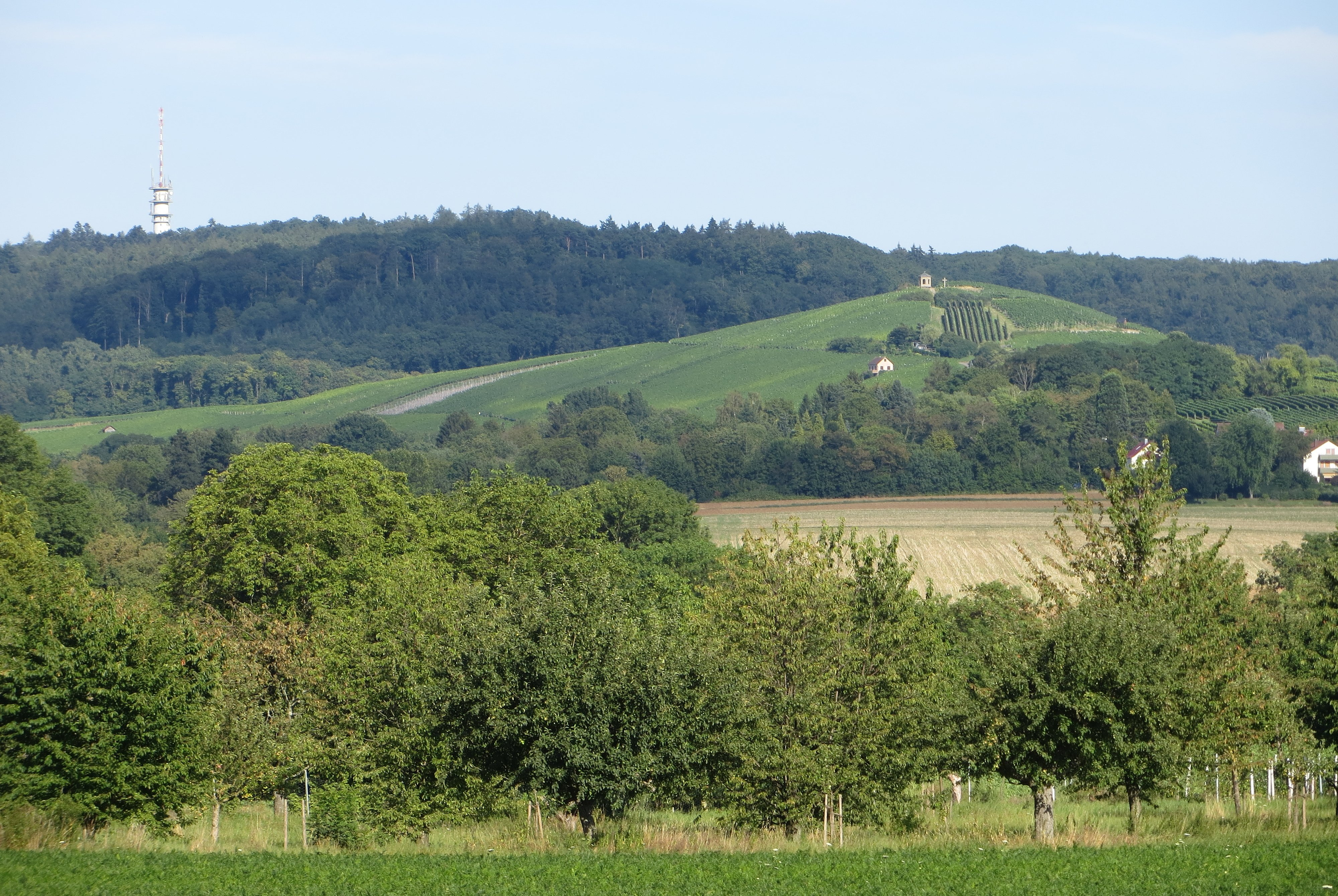
Der von Weinbergen bedeckte Staufenberg von Sontheim aus gesehen. Im Hintergrund der Schweinsberg

Sontheim liegt im Neckarbecken südwestlich der Altstadt von Heilbronn am rechten Ufer des Neckars. Hier mündet von Süden kommend die Schozach in ihn, nachdem sie hundert Meter zuvor noch von rechts den aus Richtung Flein heranziehenden Deinenbach aufgenommen hat. Der historische Ortskern Sontheims liegt auf einem Hügel am Deinenbach, der den Ort durchfließt. Im Westen schließt sich der Heilbronner Stadtteil Horkheim an, im Süden stößt die hier leicht ansteigende Sontheimer Gemarkung auf die Gemeinden Talheim und Flein. Im Osten reicht die Gemarkung bis zu den Heilbronner Bergen und stößt bei dem Weiler Donnbronn an die der Gemeinde Untergruppenbach. Neben einem Teil des bewaldeten Schweinsbergs umfasst sie auch den von Weinbergen bedeckten Staufenberg, den „Hausberg“ Sontheims.

## Geschichte

### Frühe Besiedlung und erste Erwähnung
Die ältesten Funde auf der Markung von Sontheim datieren auf die frühe fränkische Landnahme in Südwestdeutschland zur Zeit der Merowinger. Sontheim ist vermutlich eine vom fränkischen Königshof in Heilbronn aus erfolgte Ausbausiedlung. Sont- bezeichnet die von Heilbronn aus gesehen südliche Lage des Ortes, die Nachsilbe -heim ist typisch für fränkische Gründungen. Der historische Ortskern liegt bei der katholischen Kirche St. Martinus, an die nördlich angrenzend sich vermutlich jeher ein Herrenhof befand.
Erstmals erwähnt wurde der Ort in dem am 23. April 1188 in Seligenstadt abgeschlossenen Heiratsvertrag zwischen Konrad von Rothenburg und Berenguela von Kastilien, worin ein Allod in Sontheim zur Morgengabe des Bräutigams zählte. Wegen der Erwähnung weiteren staufischen Besitzes in der Umgebung ist die Identifikation des Ortes trotz der Existenz gleichnamiger Orte unzweifelhaft.

### Sontheim im Besitz des Deutschen Ordens

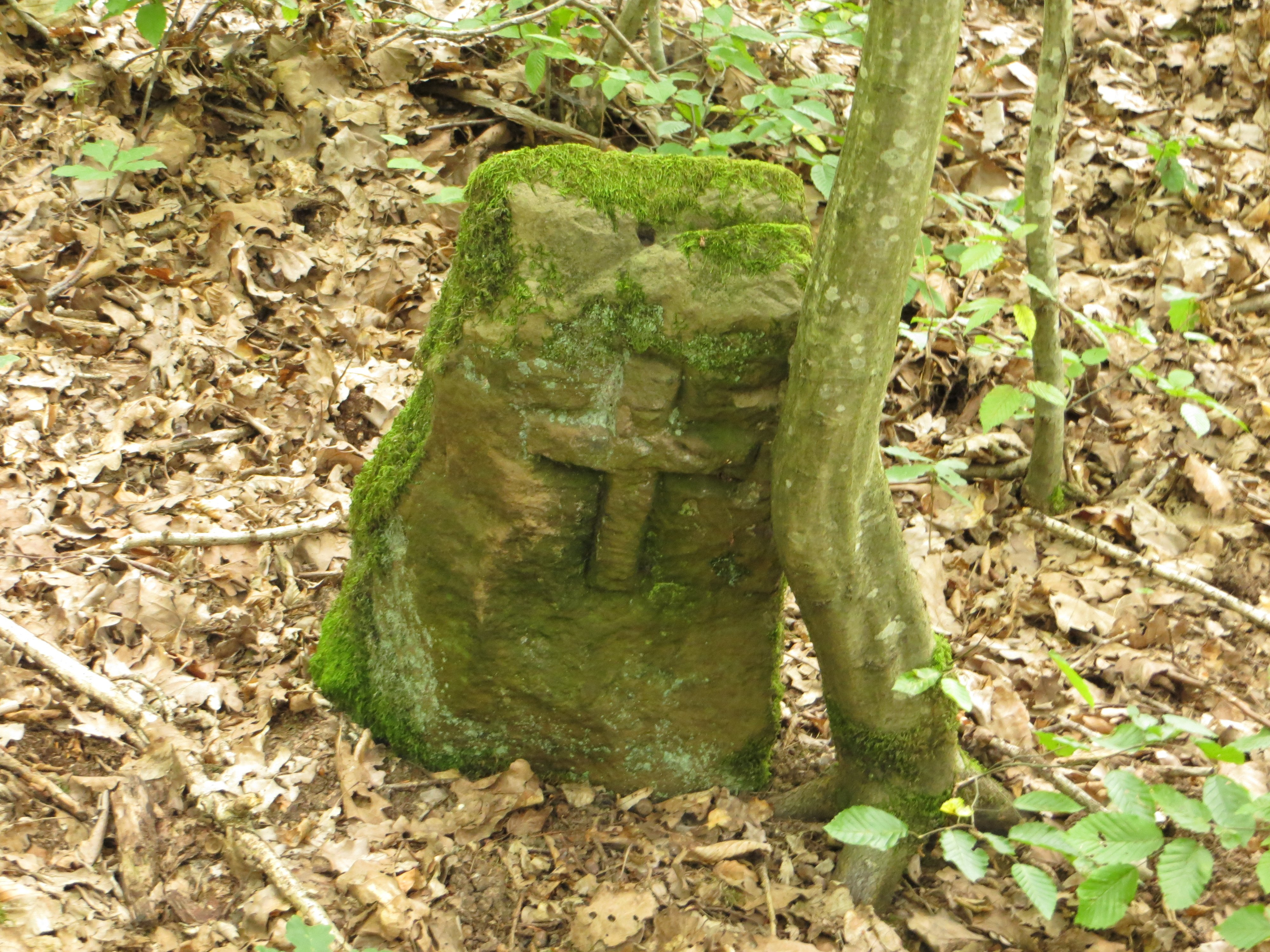
Sontheimer Grenzstein zu Heilbronn mit dem Deutschordenskreuz

Bereits 1427 war der Ort größtenteils in Besitz des Deutschen Ordens, dessen Heilbronner Kommende 1225 gegründet wurde und im Deutschhof zu Heilbronn residierte. Der Orden hatte möglicherweise schon bald nach Gründung der Heilbronner Kommende die Ortsherrschaft in Sontheim ausgeübt, da die Sontheimer Ländereien den größten geschlossenen Teil des Kommendebesitzes ausmachten. Weitere Besitzanteile lagen zunächst noch bei Niederadligen aus der Umgebung und bei Heilbronner Patriziern, wegen deren Pflichten es zu Streit gekommen war, der 1434 geschlichtet wurde. 1439 wurde die etwa 1600 Meter lange Sontheimer Landwehr als Grenzgraben zwischen Sontheim und Heilbronn errichtet.
Der Ort lag als Haufendorf um den Sontheimer Ordenshof des Deutschen Ordens. Während im 15. Jahrhundert die politische Gemeinde noch eine gewisse Bedeutung gehabt zu haben scheint, war alsbald der bestimmende Faktor des Ortes der Deutsche Orden, bei dem auch die hohe und niedere Gerichtsbarkeit lag. Der Orden erwarb den gesamten Ort bis auf die Gült des Heilbronner Spitals und einige Grundzinse der Herren von Gemmingen in Talheim. Der Orden hatte außerdem auch das Patronatsrecht der Sontheimer Kirche.
Im Bauernkrieg 1525 schlossen sich die Sontheimer Bauern den Böckinger Bauern an, die die Heilbronner Deutschordenskommende plünderten, so dass Sontheim nach Niederschlagung des Aufstands zur Strafe durch Truchsess Georg von Waldburg-Zeil niedergebrannt wurde. Der Deutsche Orden baute den Ordenshof nach dem Bauernkrieg in der heute noch nachvollziehbaren Form aus und ließ die Anlage ummauern. Die Einwohnerschaft Sontheims war bäuerlich geprägt und blieb wegen der Ordenszugehörigkeit auch nach der Zeit der Reformation rein katholisch.
Als im Dreißigjährigen Krieg das protestantische Lager die Oberhand in der Gegend um Heilbronn gewann, zog König Gustav II. Adolf den Ordensbesitz ein und schenkte Sontheim an die protestantisch gesinnte Stadt Heilbronn. Als sich der Kriegsverlauf wendete, bezog der katholische König Ferdinand II. Quartier in Sontheim und der Orden erlangte seinen Besitz zurück. Der Ort hatte unter den Einwirkungen des Krieges sehr zu leiden. Nach Kriegsende siedelte der Deutsche Orden auch Juden im Ort an, 1672 wurde eine Synagoge errichtet.

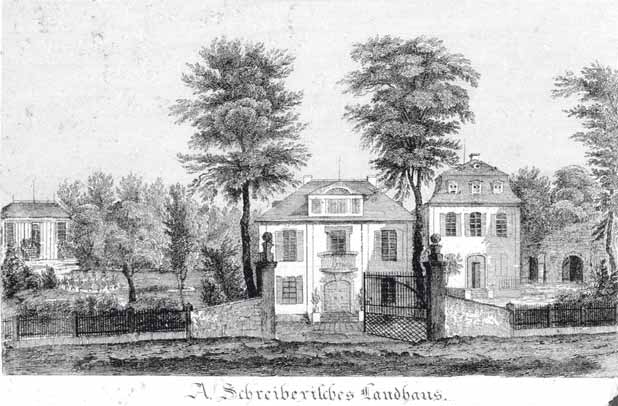
Das Landhaus der Familie Bianchi in Sontheim (später das Schreiberische Landhaus) auf einem Stahlstich von Theodor Rausche (1845)

1688 ließ Deutschordenskomtur Georg Adolf von Speth eine große Sommerresidenz östlich des Ortes errichten, die in der Folgezeit zum Quartier mehrerer Feldherren wurde. 1693 war Sontheim Quartier des Markgrafen Christian Ernst von Brandenburg-Bayreuth, blieb jedoch trotz französischen Beschusses von Kriegsschäden des Pfälzischen Erbfolgekriegs verschont. Während des polnischen Thronfolgekriegs in den 1730er Jahren war Prinz Eugen von Savoyen zu Gast im Sommerhaus, 1746 gastierte dort der kaiserliche Feldmarschall Fürst Lobkowiß. Um 1760 entstand in Sontheim außerdem noch das Landgut des italienischen Kaufmanns und Tabakfabrikanten Francesco Antonio Bianchi, vormals Diener bei der italienischen Kaufmannsfamilie Venino.
Im 18. Jahrhundert stieg die Einwohnerzahl bedeutend an. Um 1700 gab es 88 Untertanen, 1746 wurden bereits 148 Untertanen und Schutzverwandte gezählt. Auf jeden Untertanen kamen etwa 5–6 Familienangehörige.

### Übergang an Württemberg und Industrialisierung

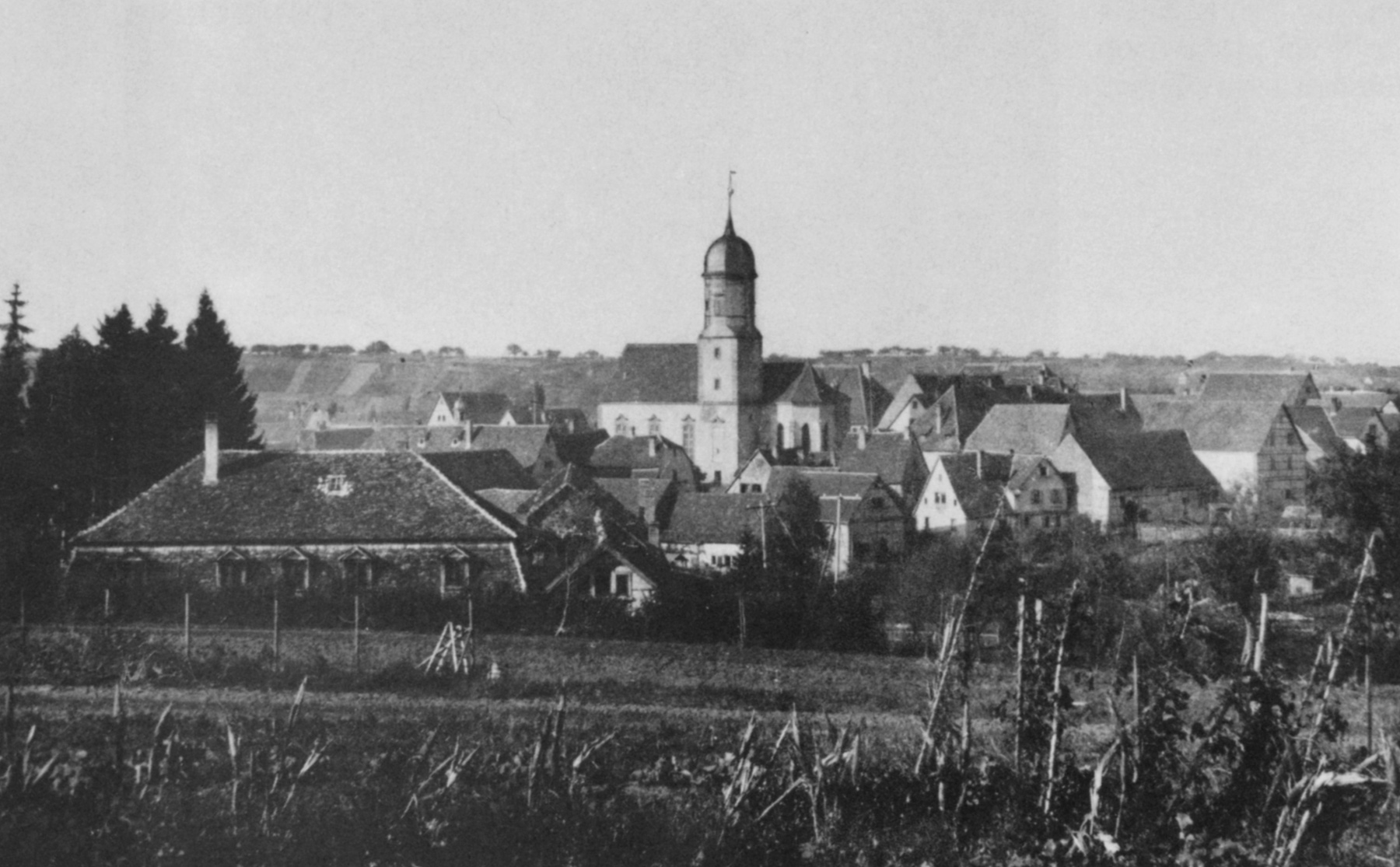
Foto des Dorfes von Südosten, vor 1882

Bei der Mediatisierung des Deutschordensbesitzes kam das bäuerliche Dorf Sontheim im November 1805 als selbständige Gemeinde an Württemberg. In der Mitte des 19. Jahrhunderts hatte Sontheim etwa 1000 Einwohner und war noch ein reines Weingärtner- und Bauerndorf. Die Sontheimer Juden wanderten im 19. Jahrhundert verstärkt ins benachbarte Heilbronn ab, wo sie sich ab 1805 wieder niederlassen durften. Die Größe der jüdischen Gemeinde ging von 129 Personen 1818 auf 46 Personen im Jahr 1870 zurück.
Die Industrialisierung in den späten 1860er Jahren führte zu einem raschen Wachstum, durch Industrieansiedlungen längs der Sontheimer Landwehr wuchsen Sontheim und Heilbronn praktisch zusammen. Es entstanden zahlreiche Industriebetriebe in Sontheim. Um 1900 erhielt Sontheim mit dem Bahnhof Sontheim Anschluss an die schmalspurige Bottwartalbahn Marbach am Neckar–Heilbronn Süd. Der Ort wurde außerdem auch durch eine Linie der Straßenbahn Heilbronn an die Nachbarstadt Heilbronn angeschlossen, diese wiederum wurde 1951 durch den bis 1960 verkehrenden Oberleitungsbus Heilbronn ersetzt.

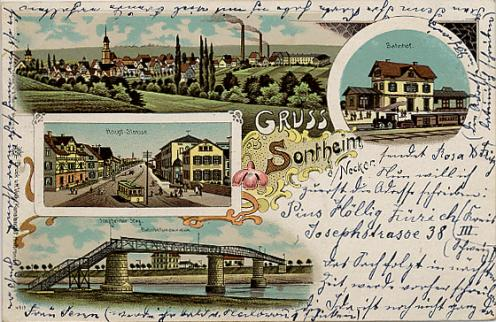
Sontheim am Neckar um 1900

Im Jahr 1900 hatte Sontheim bereits 2164 Einwohner. Durch die Zuwanderung während der Industrialisierung waren auch zahlreiche protestantische Einwohner in den ehemals römisch-katholisch geprägten Ort gekommen. 1899 wurde die Evangelische Pfarrkirche (seit 1949: Matthäuskirche) erbaut, 1906 wurde die evangelische Kirchengemeinde (heute: Matthäuskirchengemeinde Heilbronn-Sontheim) gegründet. Das Wachstum der Gemeinde führte zum Bau zahlreicher für die Gemeinde wichtiger Bauten, darunter das Postamt (1904), das Rathaus (1905), das Israelitische Landesasyl (1907), das Ackermannstift (1908) sowie das katholische Schwesternheim (1909). Das Wachstum der Gemeinde setzte sich unvermindert fort. 1910 hatte Sontheim bereits 2900 Einwohner, 1924 waren es 3300 Einwohner. Die beiden größten Betriebe des Ortes, Ackermann und Wolko, boten zusammen über 2000 Arbeitsplätze.

### Eingemeindung nach Heilbronn 1938
Am 1. Oktober 1938 erfolgte die Eingemeindung des damals rund 4000 Einwohner zählenden Ortes nach Heilbronn. Zwar hatte Sontheim eine gute wirtschaftliche Situation vorzuweisen und wäre aus dieser Sicht keine Eingemeindung in die größere Nachbarstadt nötig gewesen, doch hatte Heilbronn zu jener Zeit die verschuldeten Gemeinden Böckingen und Neckargartach aus wirtschaftlicher Not heraus eingemeindet und bedingte die Eingemeindung von Sontheim als finanziellen Ausgleich.
Bei den Luftangriffen auf Heilbronn blieb Sontheim im Zweiten Weltkrieg vor größeren Zerstörungen verschont.
1965 zog die 1961 gegründete Hochschule Heilbronn an einen Standort in Sontheim um. Mit dem Bildungscampus am Heilbronner Europaplatz sowie den Außenstellen in Künzelsau und in Schwäbisch Hall beheimatet die Hochschule Stand 2014/2015 fast 8500 Studierende.
Mit der Sanierung des Ortskerns in den 1970er- und 1980er-Jahren, der Erschließung des Wohngebiets Sontheim-Ost in den 1980er-Jahren und der Bebauung ehemaliger Industrie- und Bahnbrachen mit Wohngebäuden seit 1990 ist Sontheim zum drittgrößten Stadtteil Heilbronns mit über 11.000 Einwohnern gewachsen.

### Religionen

#### Konfessionsstatistik
Mit Stand Ende 2020 waren von den Einwohnern 28 % evangelisch, 24 % katholisch und 48 % waren konfessionslos oder gehörten einer anderen Glaubensgemeinschaft an.

#### Protestanten
Für die Protestanten in Sontheim gibt es die evangelische Matthäuskirche und im Osten Sontheims die 1988 eingeweihte Kirche im Dietrich-Bonhoeffer-Gemeindezentrum.

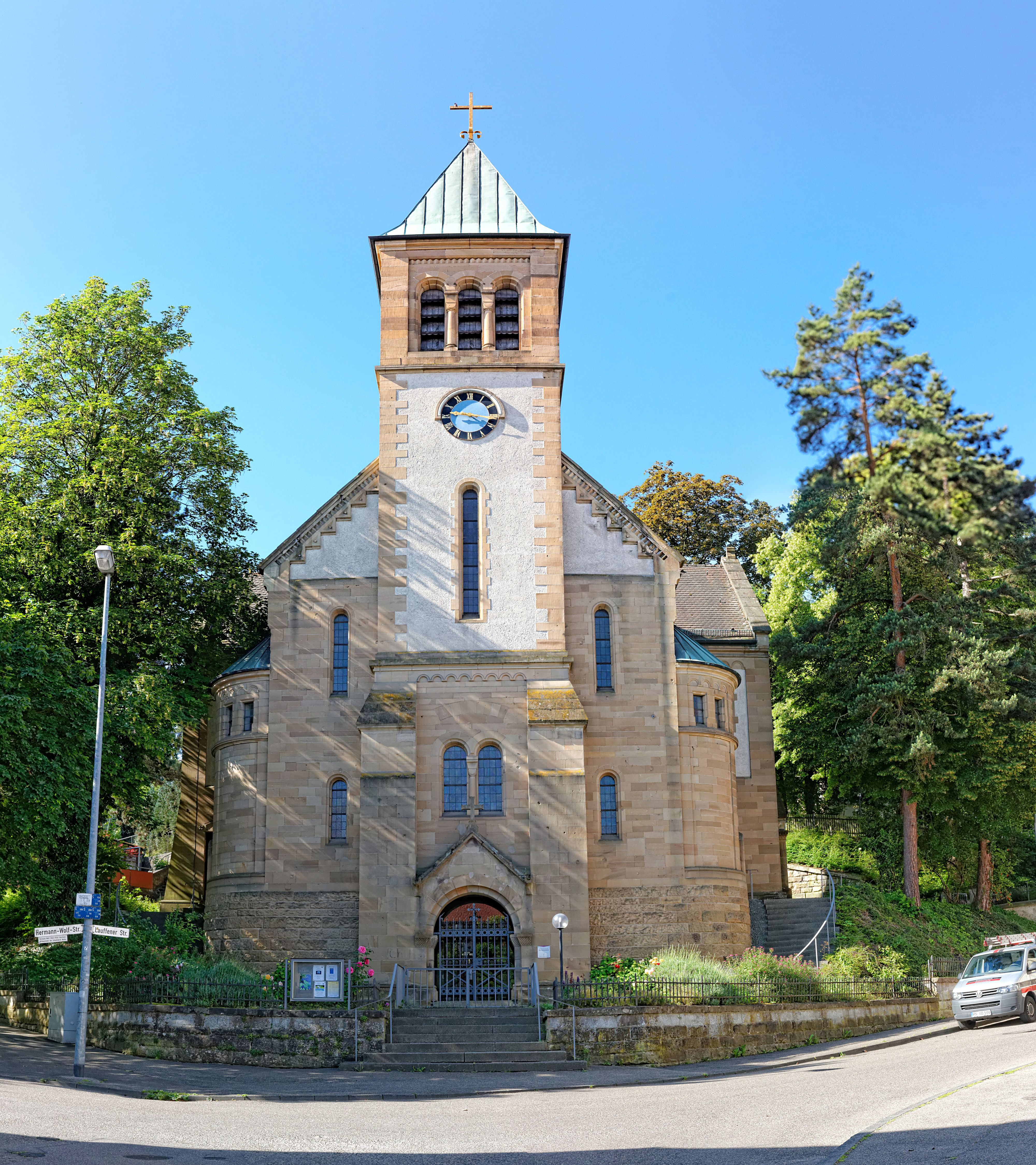
Matthäuskirche
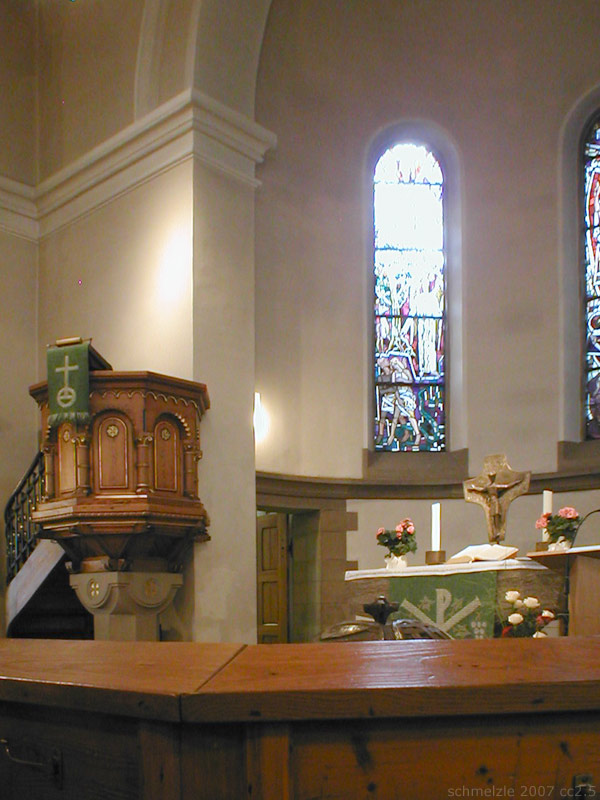
Altarraum mit Kanzel
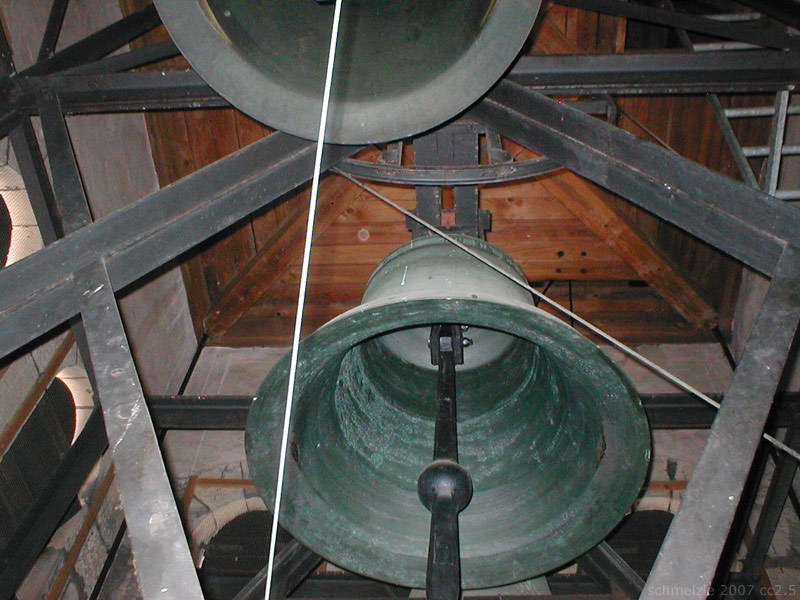
Blick in den Glockenstuhl
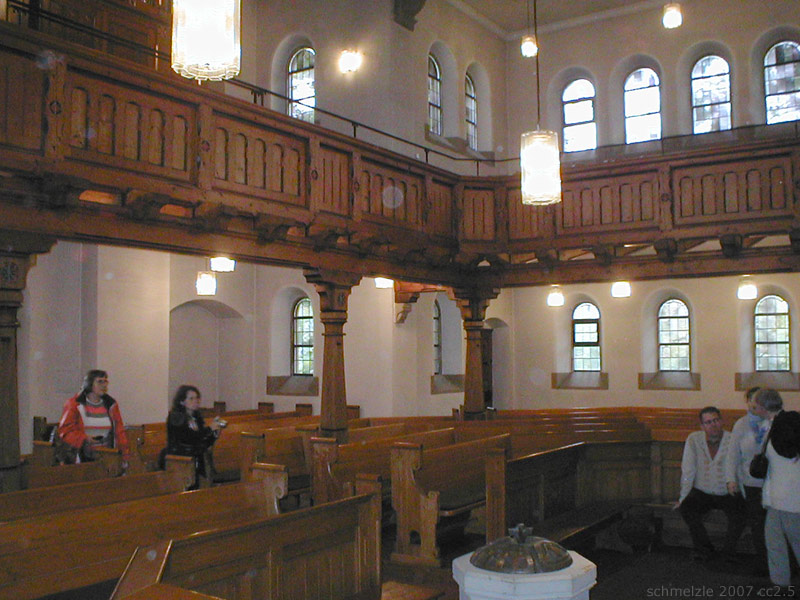
Innenraum mit Empore
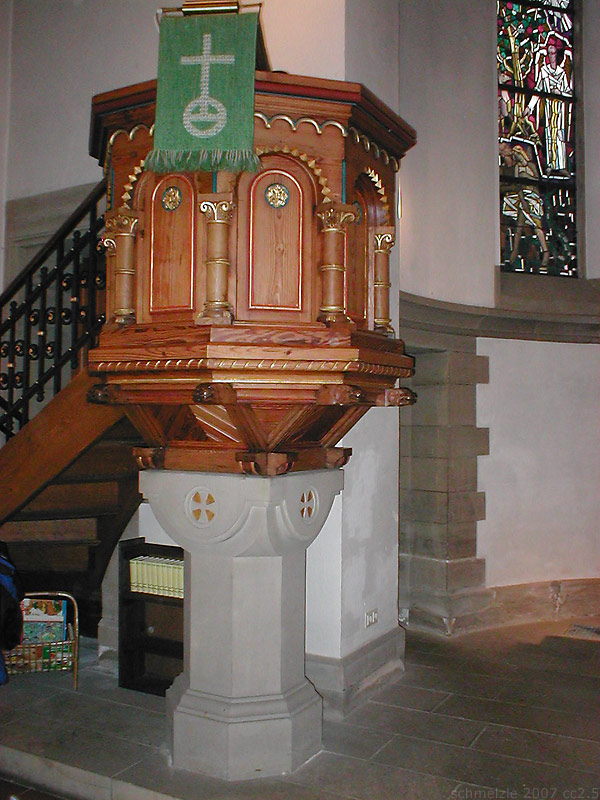
Kanzel
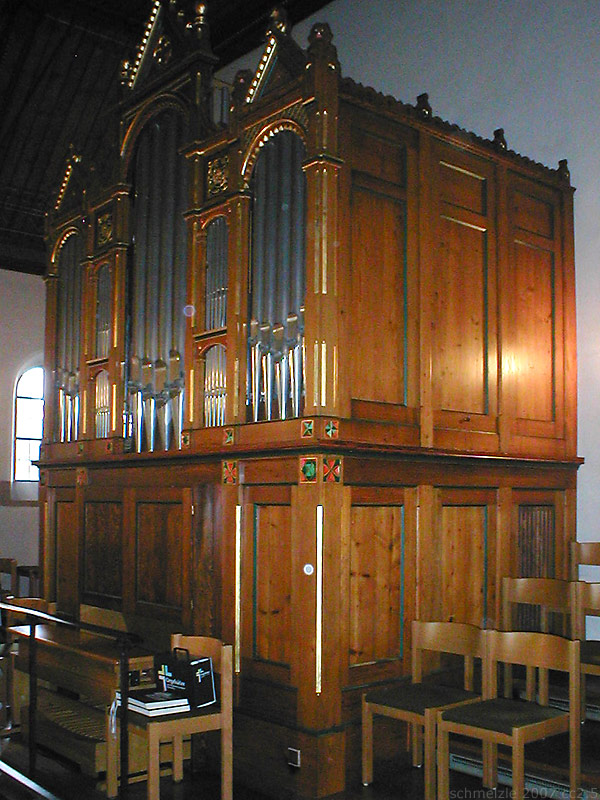
Orgel
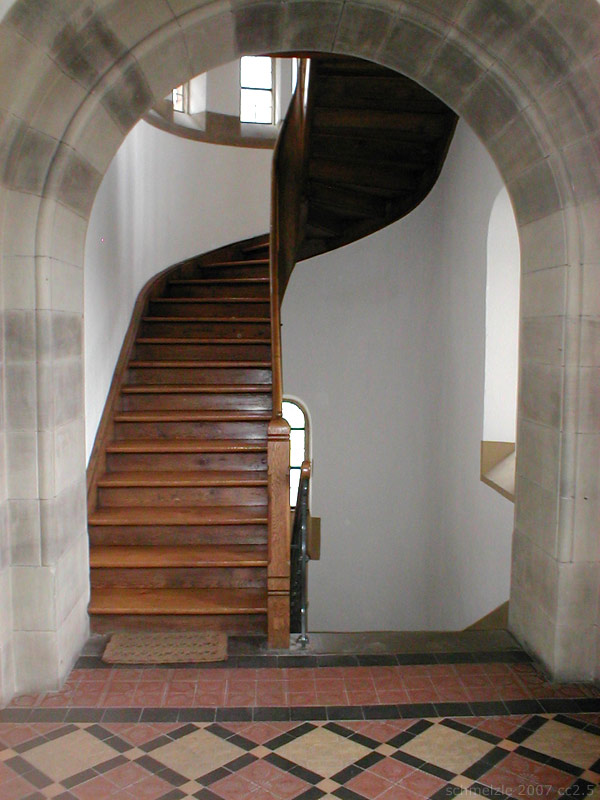
Blick in den linken Treppenturm

#### Katholiken
Für die Katholiken in Sontheim stehen die katholische Kirche St. Martinus und das katholische Pfarrhaus (1800) auf dem Hochgerichtsareal zur Verfügung. Im Sontheimer Osten am Jörg-Ratgeb-Platz befindet sich außerdem das 1997 eröffnete Gemeindezentrum Maximilian Kolbe, das auch die Kirche St. Maximilian Kolbe enthält.

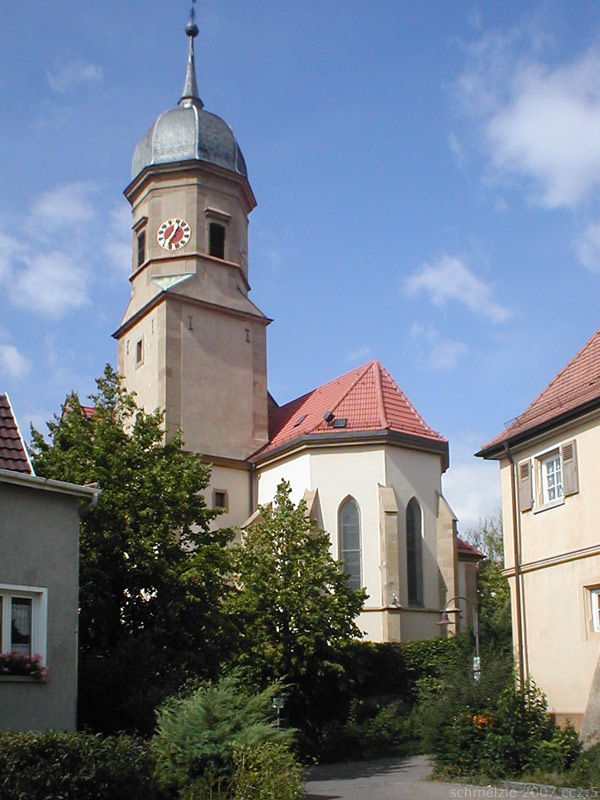
St. Martinus
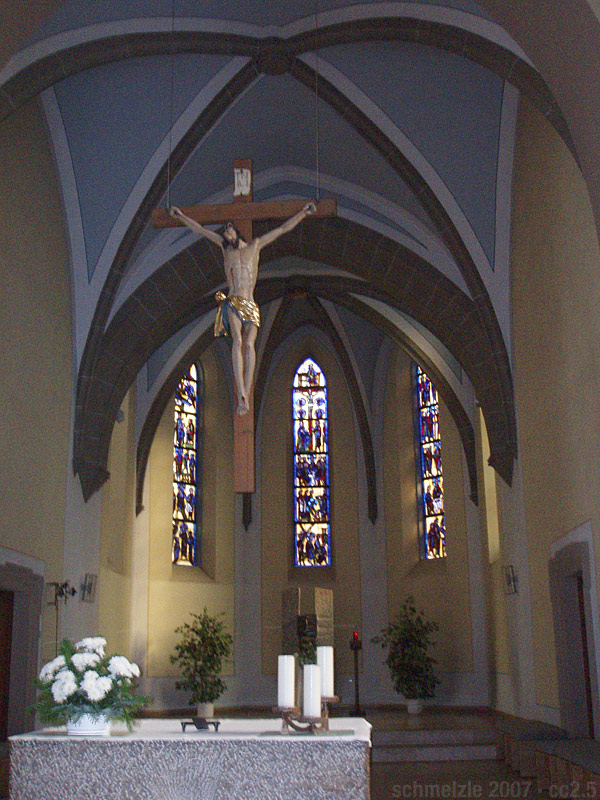
Gotischer Chor der Martinuskirche
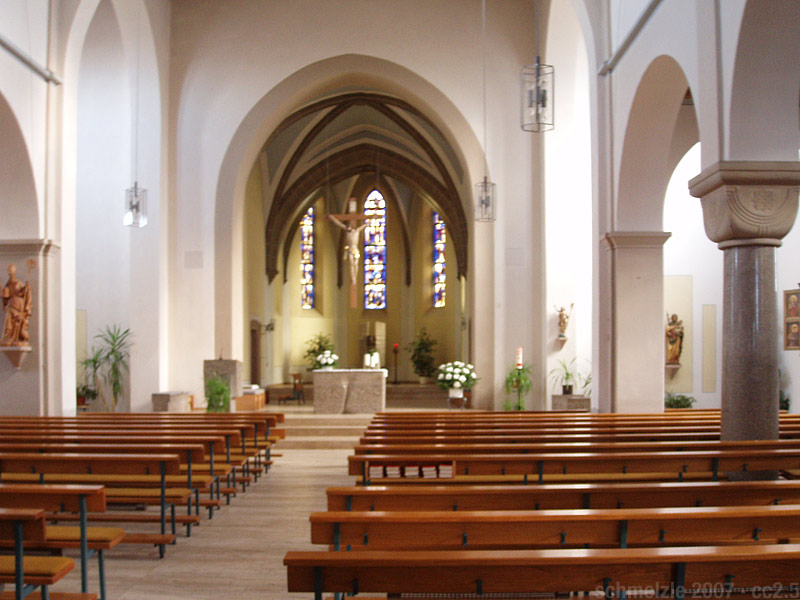
Neoromanisches Kirchenschiff
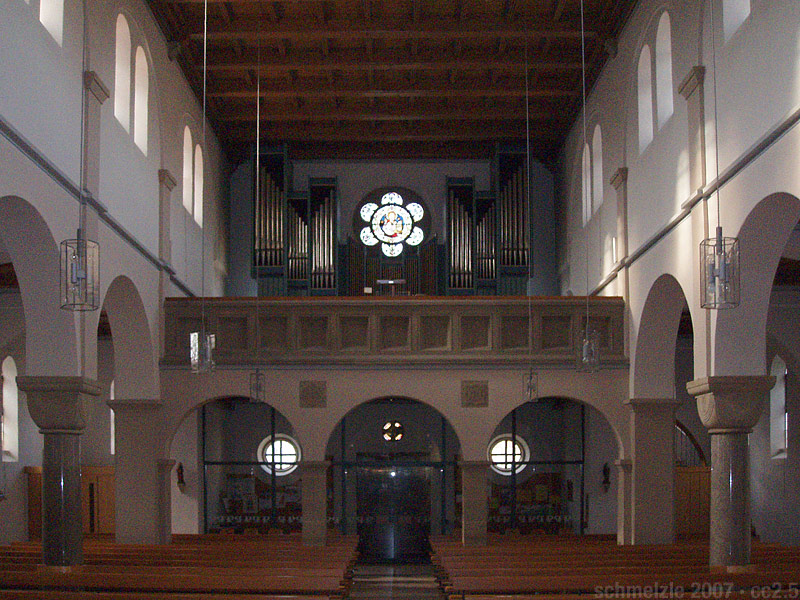
Blick zur Orgelempore
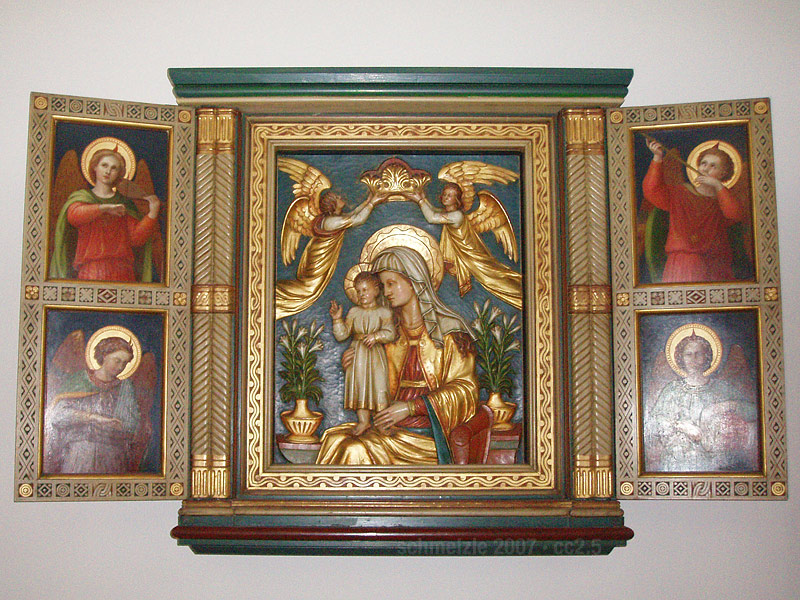
Marienaltar

#### Juden

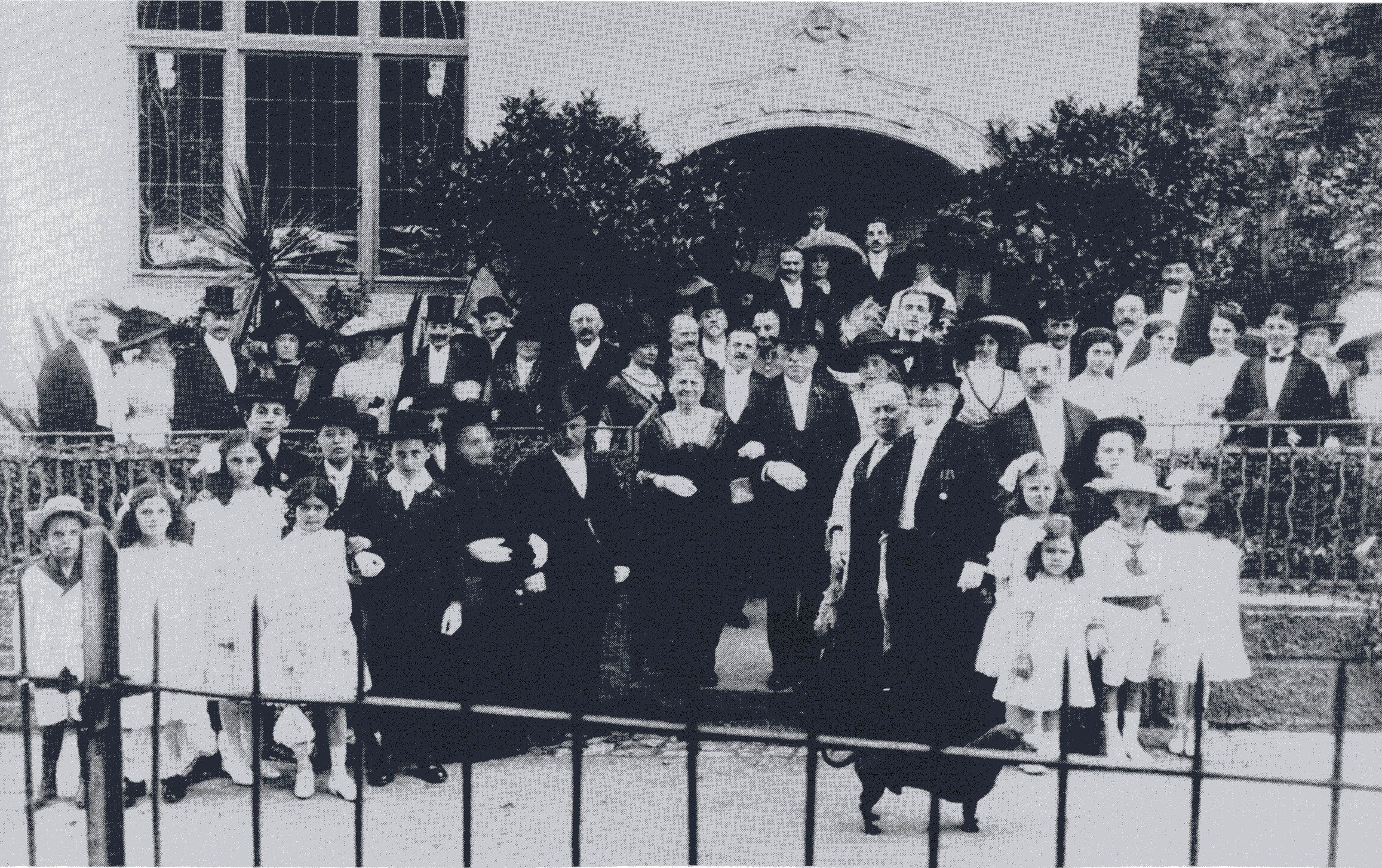
Die Familie Israel 1902

Die Jüdische Gemeinde Sontheim war bedeutend. Die Sontheimer Synagoge befand sich seit 1773 am Deinenbach, wurde 1827 erneuert und 1984 abgerissen. Seit 1989 erinnert ein Gedenkstein an die Synagoge. In den Schozachwiesen ist der 1841 angelegte jüdische Friedhof Sontheim. Die ehemalige jüdische Schule ist ein Haus an der Hauptstraße 25 mit Mansardenwalmdach und Zwerchgiebel sowie großem Torbogen. Das ehemalige israelitische Frauenbad ist an der Hauptstraße 39. Zu den ehemaligen jüdischen Einrichtungen in Sontheim zählen die heutige Alice-Salomon-Schule (Erzieherschule), die 1907 als jüdisches Altersheim Wilhelmsruhe eingeweiht wurde. Wohnhäuser von Sontheimer Juden waren unter anderem das mit Laden im Erdgeschoss und Eckerker versehene Haus Mändle von 1896 beim Rathaus sowie die 1903/04 im barockisierenden Jugendstil erbaute Villa Wolf des Schuhfabrikanten Hermann Wolf.

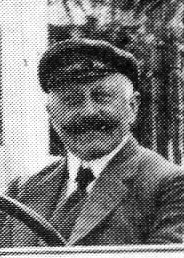
Julius Picard
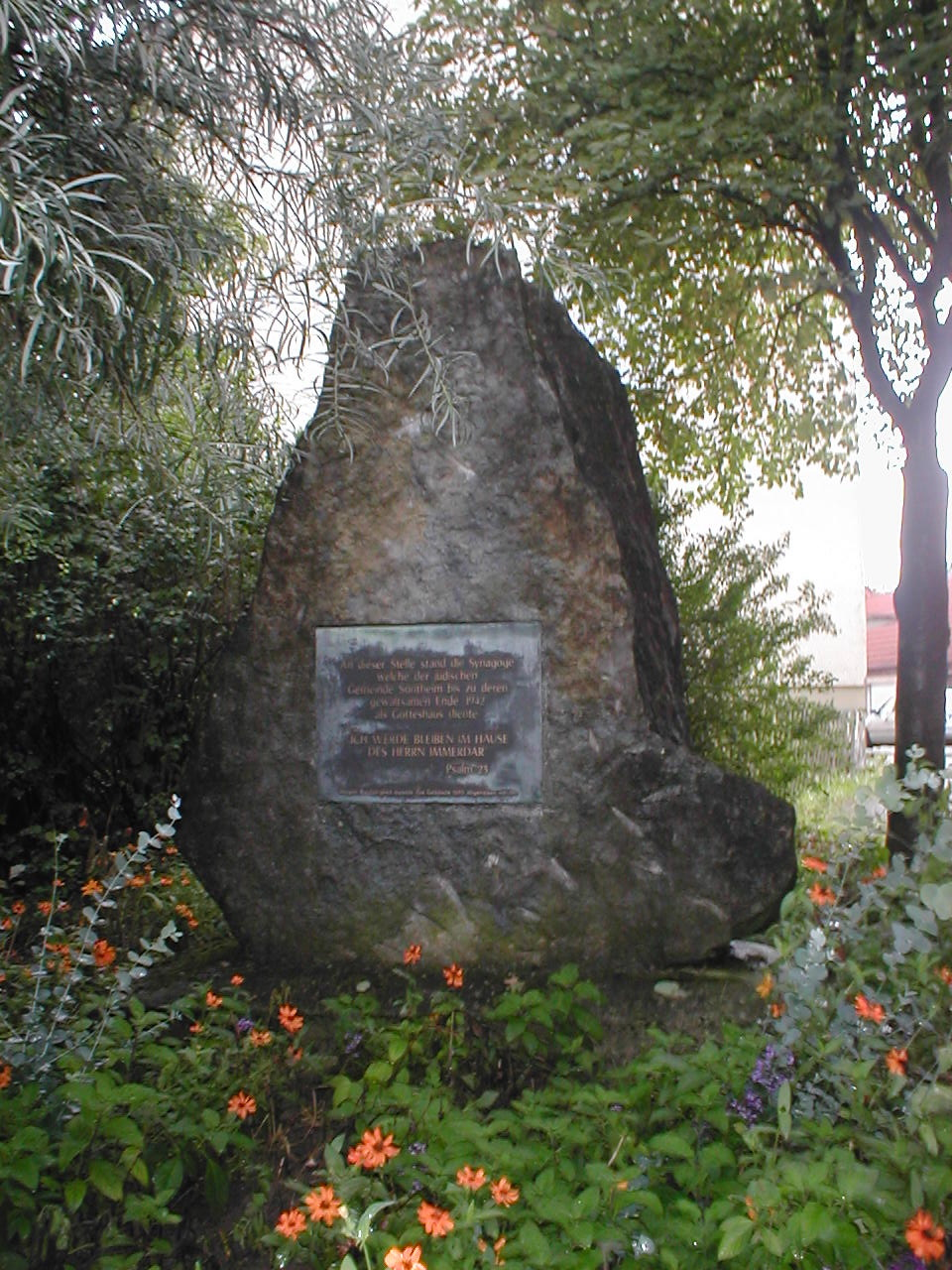
Synagogen-Gedenkstein
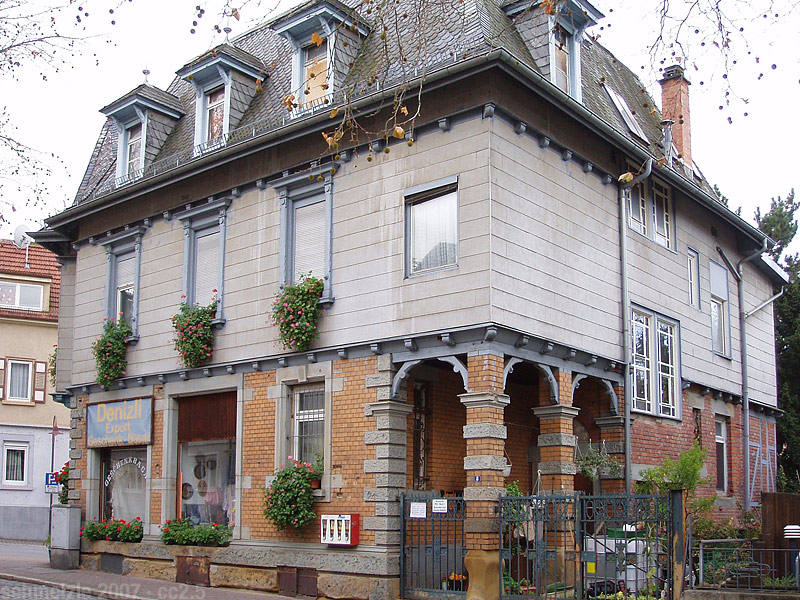
Haus Mändle

## Politik

### Wappen

Wappen Sontheims

Das Wappen von Sontheim ist erstmals 1559 nachgewiesen. Es zeigt in einem halbgeteilten und gespaltenen Schild links oben ein durchgehendes Kreuz, darunter drei Lindenblätter, die rechte Hälfte zeigt eine halbe Sonne mit einem Gesicht. Das Kreuz steht für den Deutschen Orden, die Lindenblätter sind das Familienwappen des Deutschmeisters Dietrich von Cleen, die Sonne nimmt Bezug auf den Ortsnamen und macht das Wappen zum sprechenden Wappen.

## Kultur und Sehenswürdigkeiten

### Bauwerke

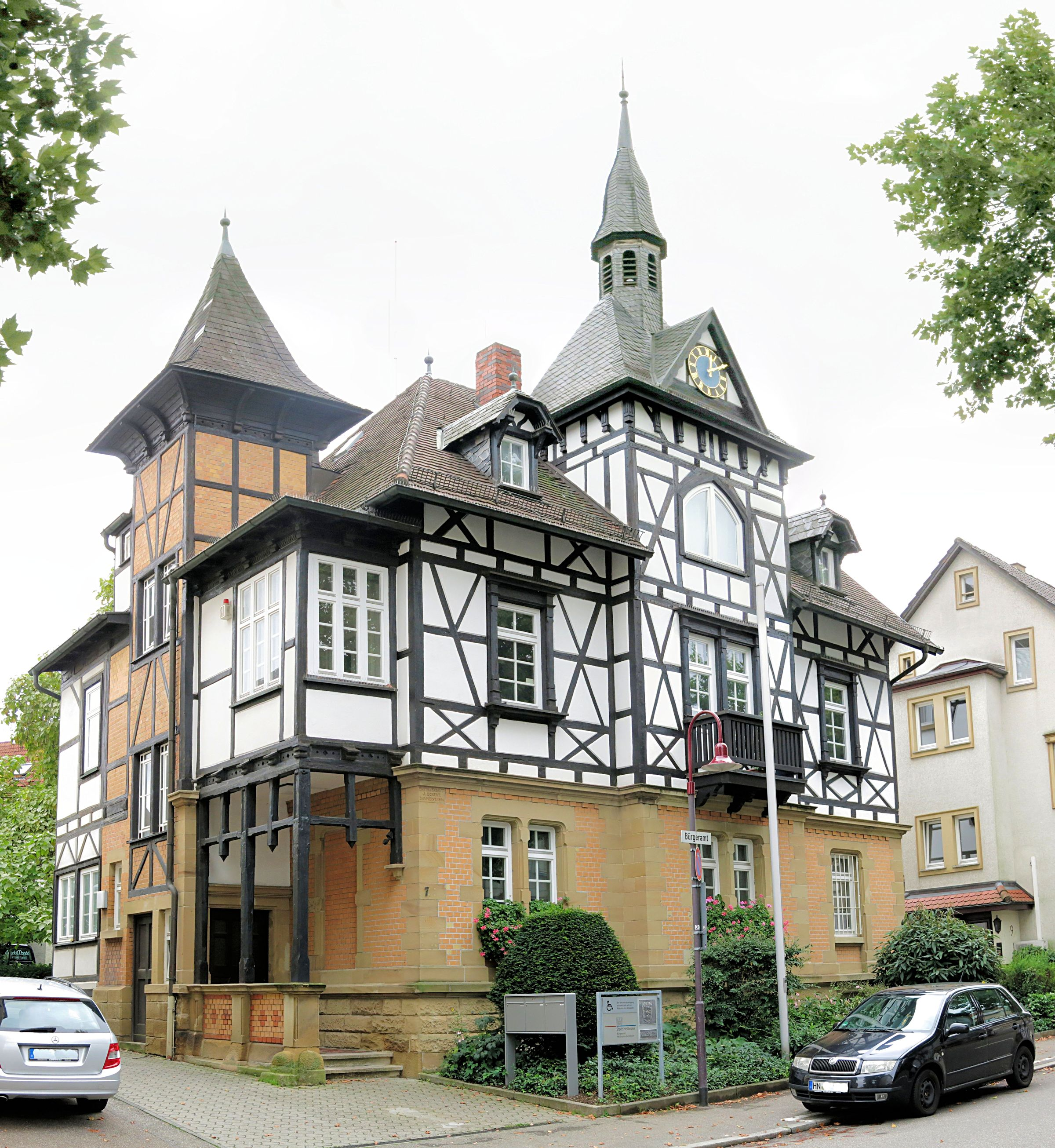
Altes Rathaus

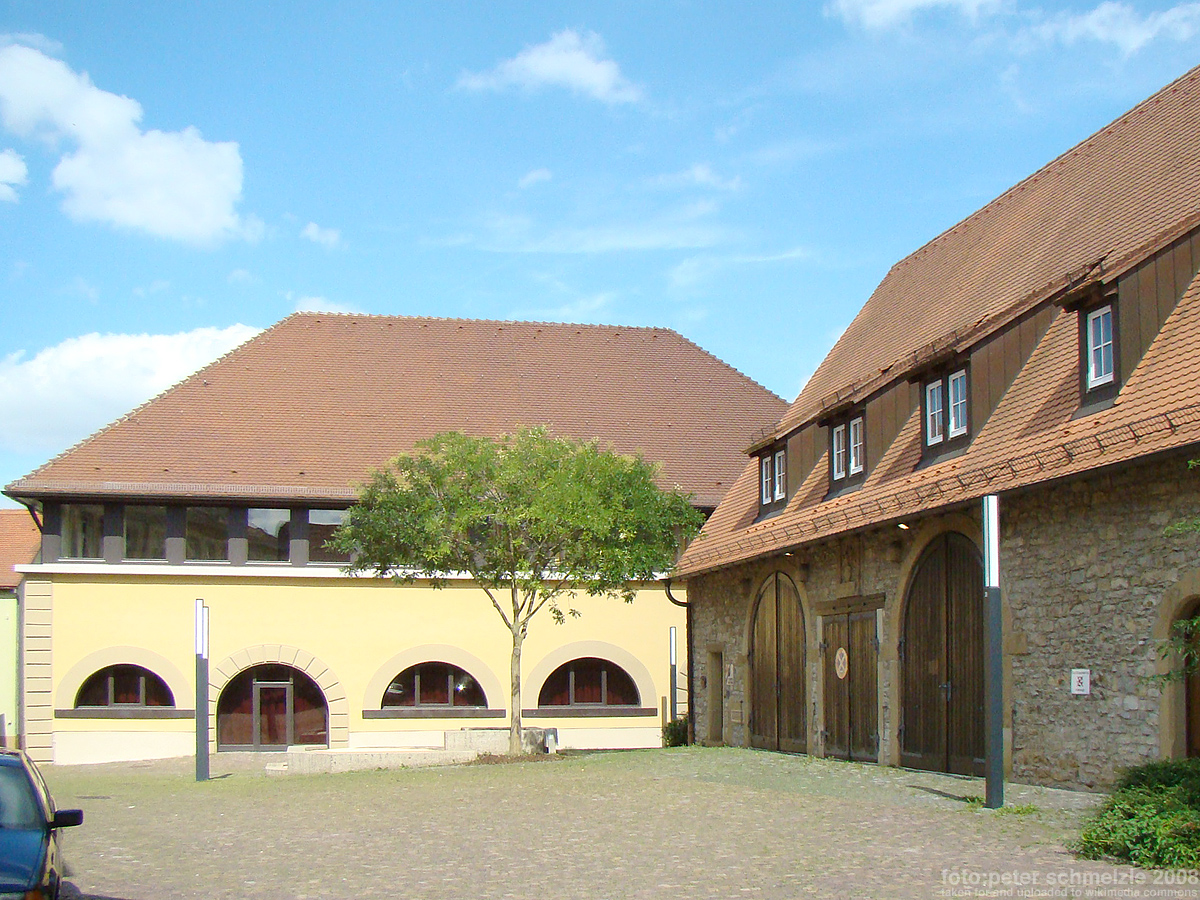
Deutschhof mit Alter Kelter und Zehntscheune

Das Alte Rathaus mit Fachwerkaufbau auf Backsteinsockel wurde 1896 an der Hauptstraße errichtet und ist heute Bürgeramt.
Der Deutschhof bei der Martinuskirche ist die ehemalige Hofanlage des Deutschen Ordens. Zu der Anlage zählen die Zehntscheuer von 1563 (heute Feuerwehrhaus), die Obere Kelter aus dem 16. Jahrhundert (heute Gemeindehaus), das Amtshaus des Deutschordens und die Untere Kelter, die heute als Alte Kelter für Veranstaltungen genutzt wird. Die Anlage war einst mit der Kirche ummauert und bildete die historische Ortsmitte.
Die katholische Kirche St. Martinus ist die ursprüngliche Kirche des Ortes und geht auf die Zeit der Siedlungsgründung zurück. Das heutige Gebäude weist noch einen gotischen Chor auf, der 1720 in einem frühbarocken Kirchenbau und später 1904 in dem neoromanischen heutigen Kirchenbau aufgegangen ist. Hinter der Kirche befindet sich im früheren Kirchhof ein Brunnen von 1912.
Die evangelische Matthäuskirche von 1899 in Sichtachse zur katholischen Kirche gilt als Musterbeispiel des protestantischen Kirchenbaus um 1900. Für evangelische Christen im Osten Sontheims gibt es außerdem die 1988 eingeweihte Kirche im Dietrich-Bonhoeffer-Gemeindezentrum. Die turmlose eklektizistische Sontheimer Methodistenkapelle an der Hofwiesenstraße stammt von 1907.

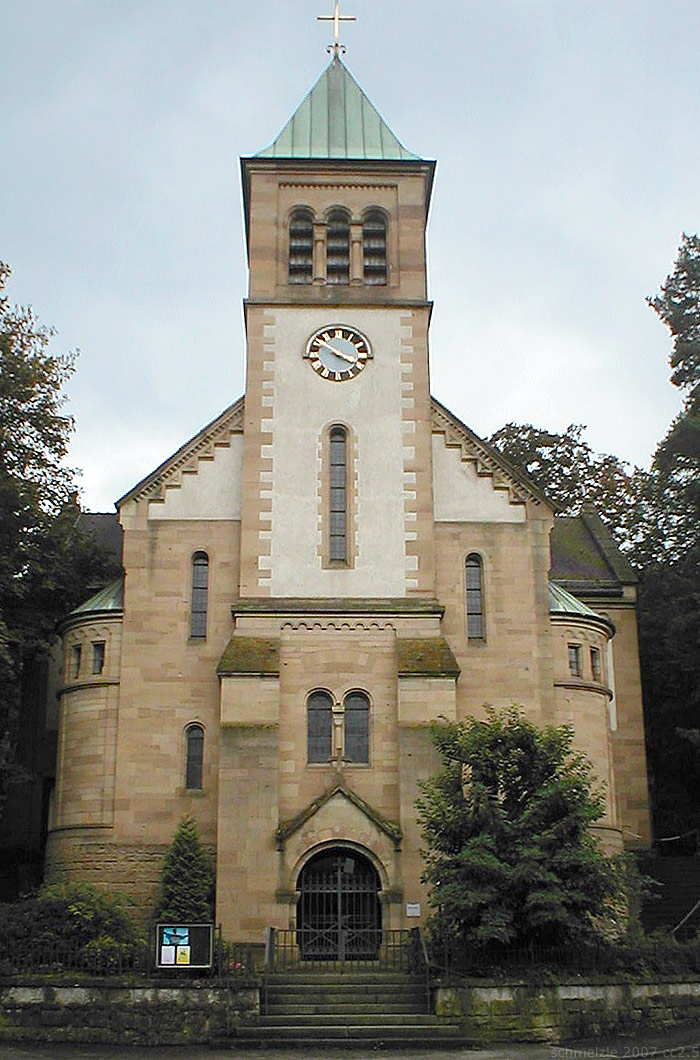
Matthäuskirche
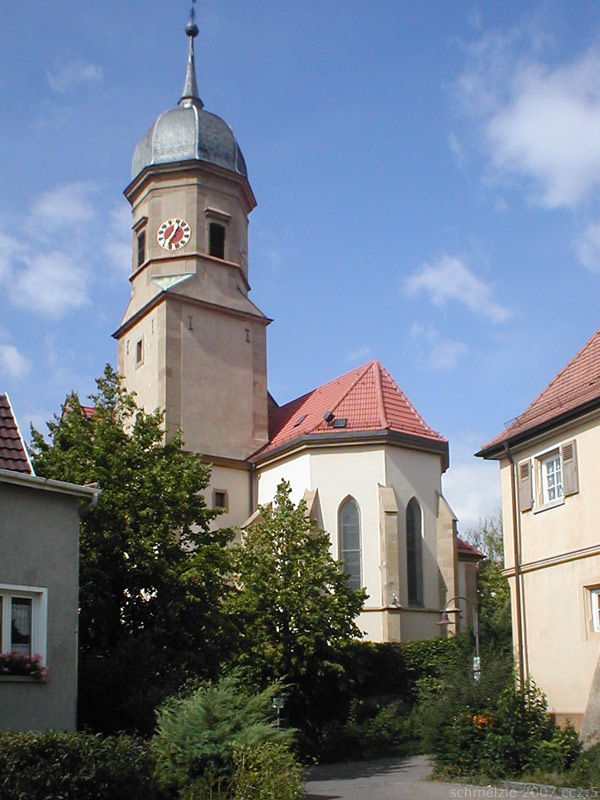
Martinuskirche
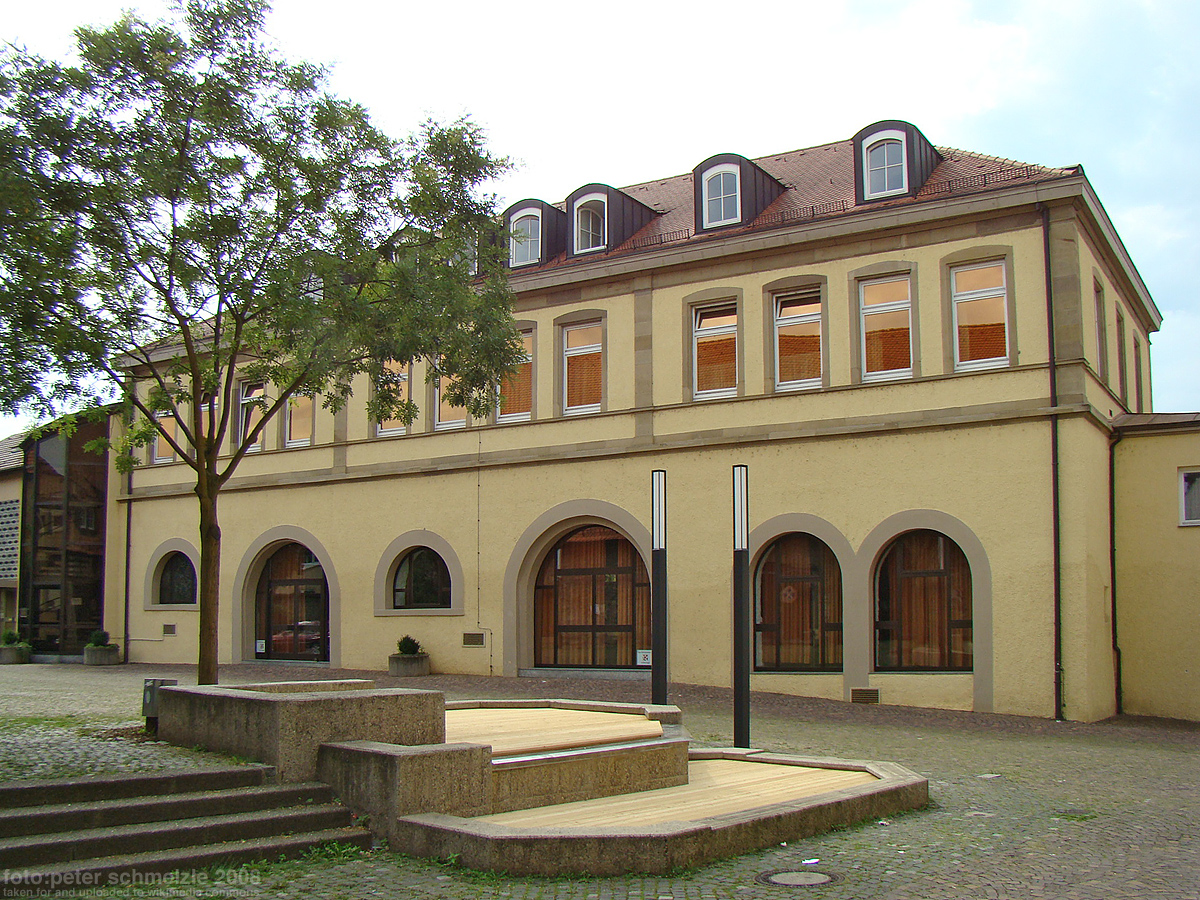
Gemeindezentrum (Obere Kelter)

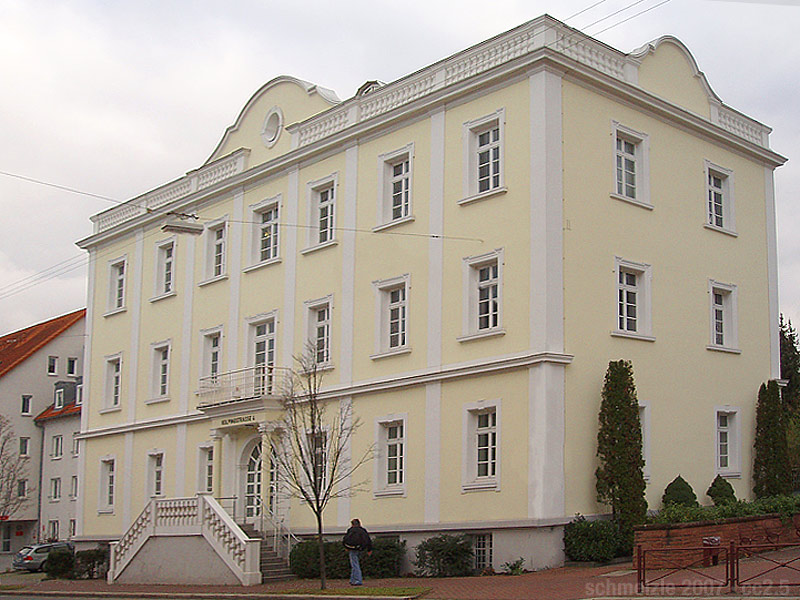
Deutschordens-Sommerhaus

Das Sommerhaus des Deutschordens wurde 1688 erbaut und war später Verwaltungsgebäude der Zwirnerei Ackermann. Heute wird das Gebäude als Kolpinghaus genutzt. An das einstige Ackermann-Werk erinnern außerdem eine als Apotheke genutzte erhaltene Fabrikhalle, die dem Sommerhaus gegenüberliegende Ackermann-Direktorenvilla und die Angestelltenwohnhäuser Kolpingstr. 14, Kolpingstr. 16 und Kolpingstr. 18.
Auf Ackermann gehen außerdem das Ackermannstift bei der evangelischen Kirche sowie der Umbau einer Kapelle von 1731 auf dem 1559 angelegten Alten Friedhof zum Sontheimer Kriegerdenkmal zurück. In der 1933 umgebauten Kapelle befinden sich neben Namenstafeln eine Plastik Der gute Kamerad (1934) von Ernst Yelin, Stuttgart, sowie ein Kruzifix von 1780 mit Deutschordenswappen. Der umliegende Alte Friedhof an der Staufenbergstraße weist historische Grabmale auf.

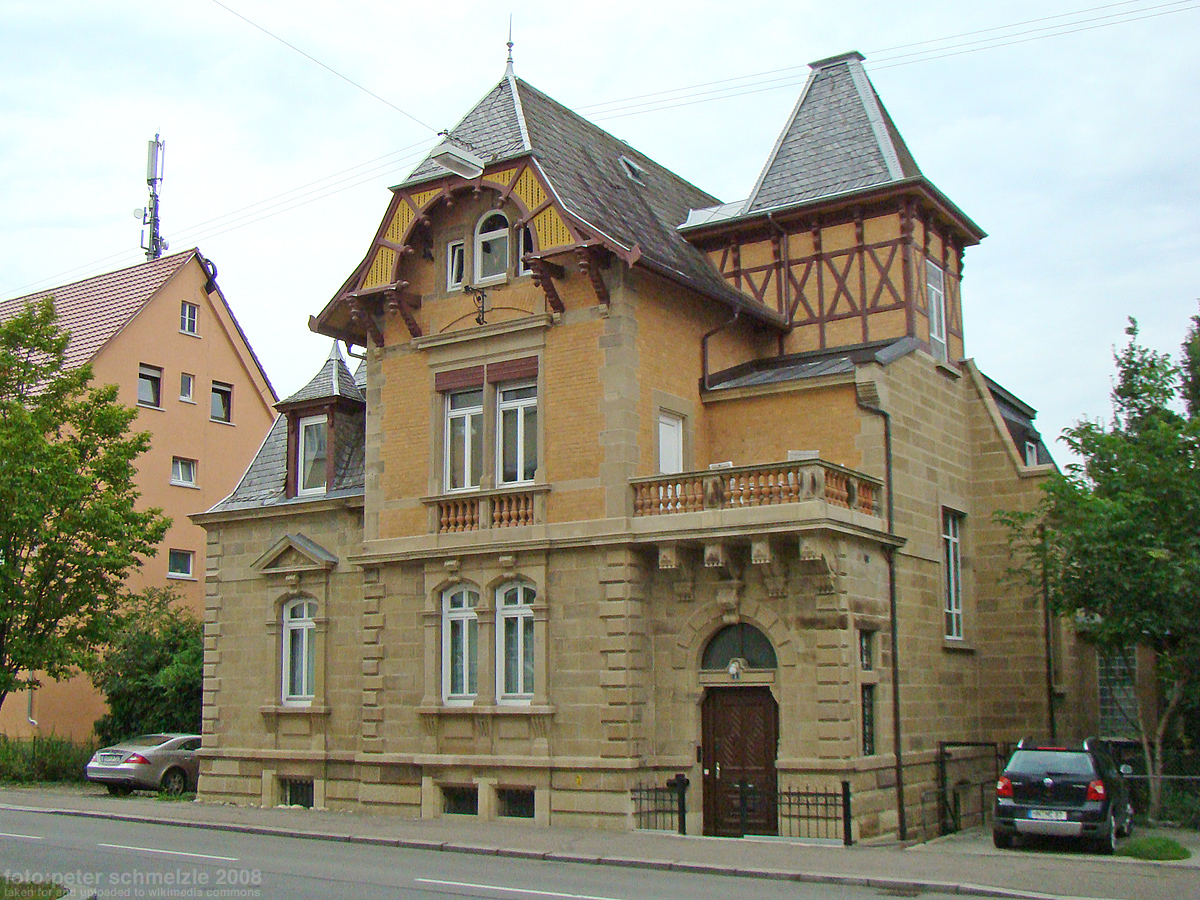
Ackermann-Direktorenvilla
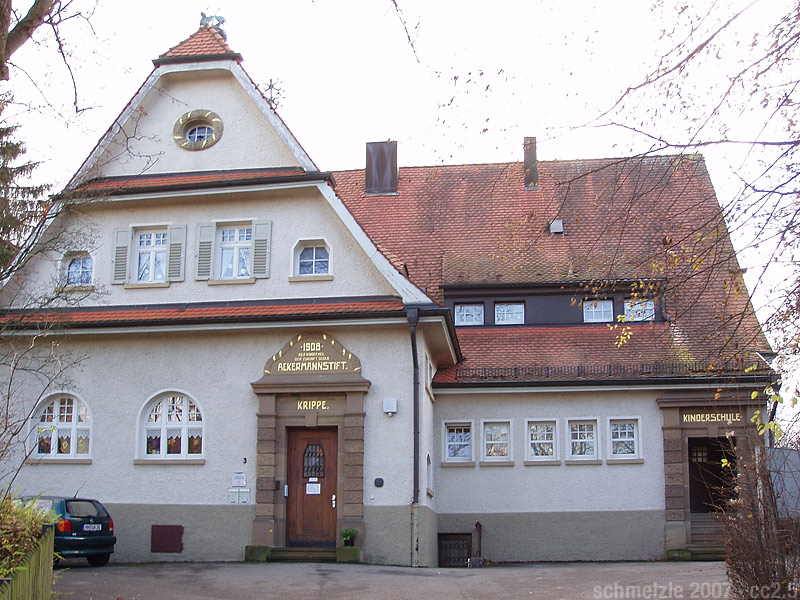
Ackermannstift
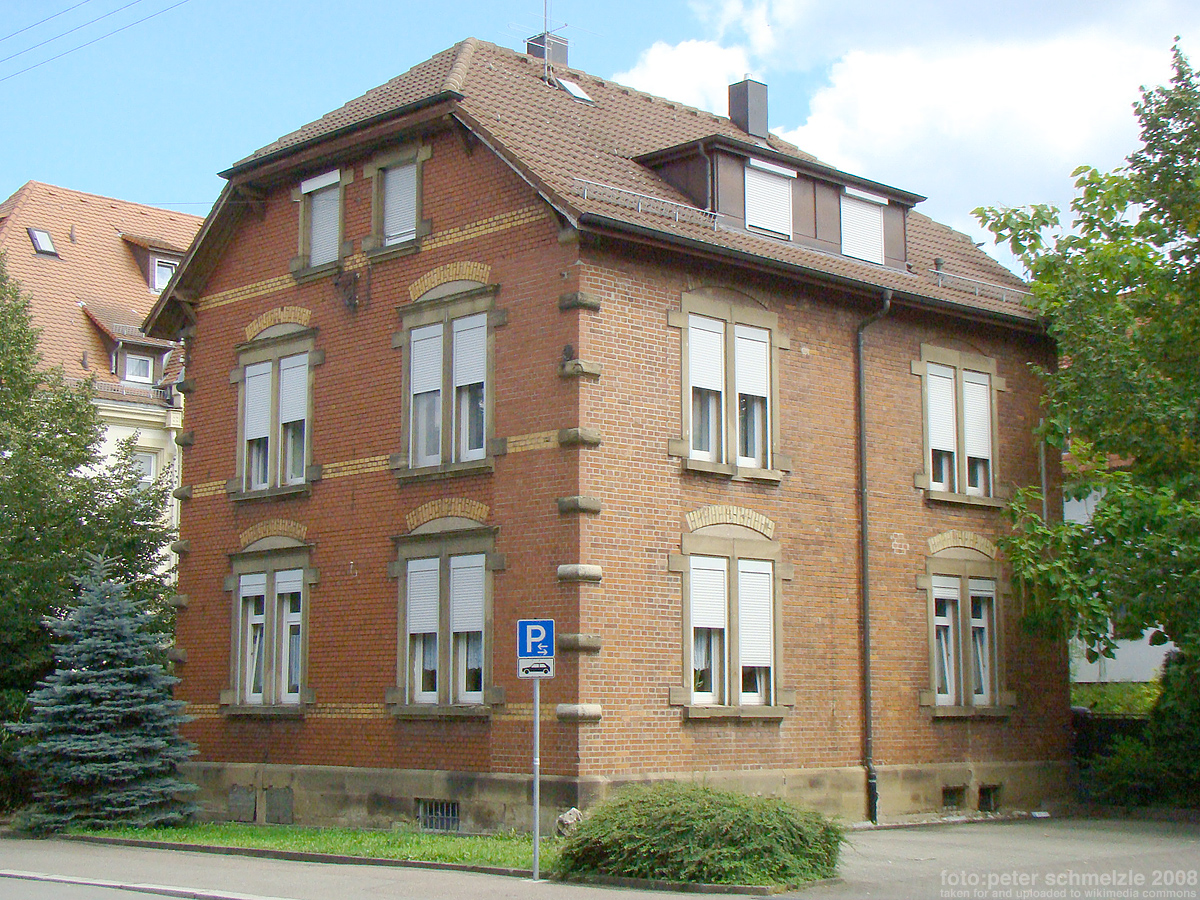
Ackermann-Wohnhaus

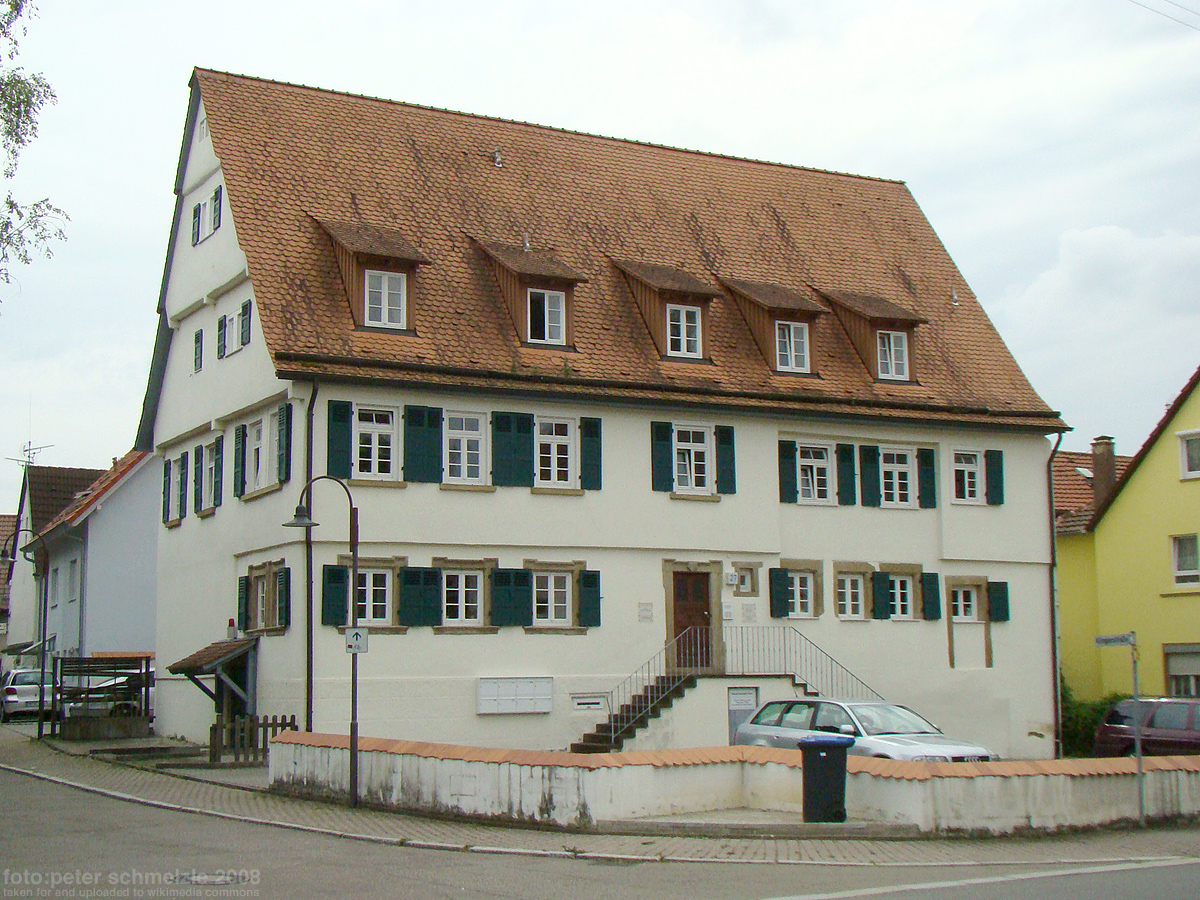
Erbhof

Zu den weiteren Kulturdenkmälern in Sontheim zählen der ab 1600 belegte Erbhof, in dem sich später auch das Armenhaus des Ortes befand, das Gemeindebackhaus aus dem frühen 19. Jahrhundert, das katholische Pfarrhaus (1800) auf dem Hochgerichtsareal. Die Staufenbergschule wurde 1902 erbaut.
Der ehemalige Sontheimer Bahnhof wurde im Jahr 1900 fertiggestellt und war Haltepunkt der Bottwartalbahn bis 1976. Die Rahmer-Mühle befindet sich an der Stelle einer im Zweiten Weltkrieg zerstörten historischen Mühle, von der noch Wappensteine am neuen Gebäude sowie historische Steinbrücken am Mühlkanal herrühren. Das Gebäude des Hotels Altes Theater wurde erstmals 1677 erwähnt.

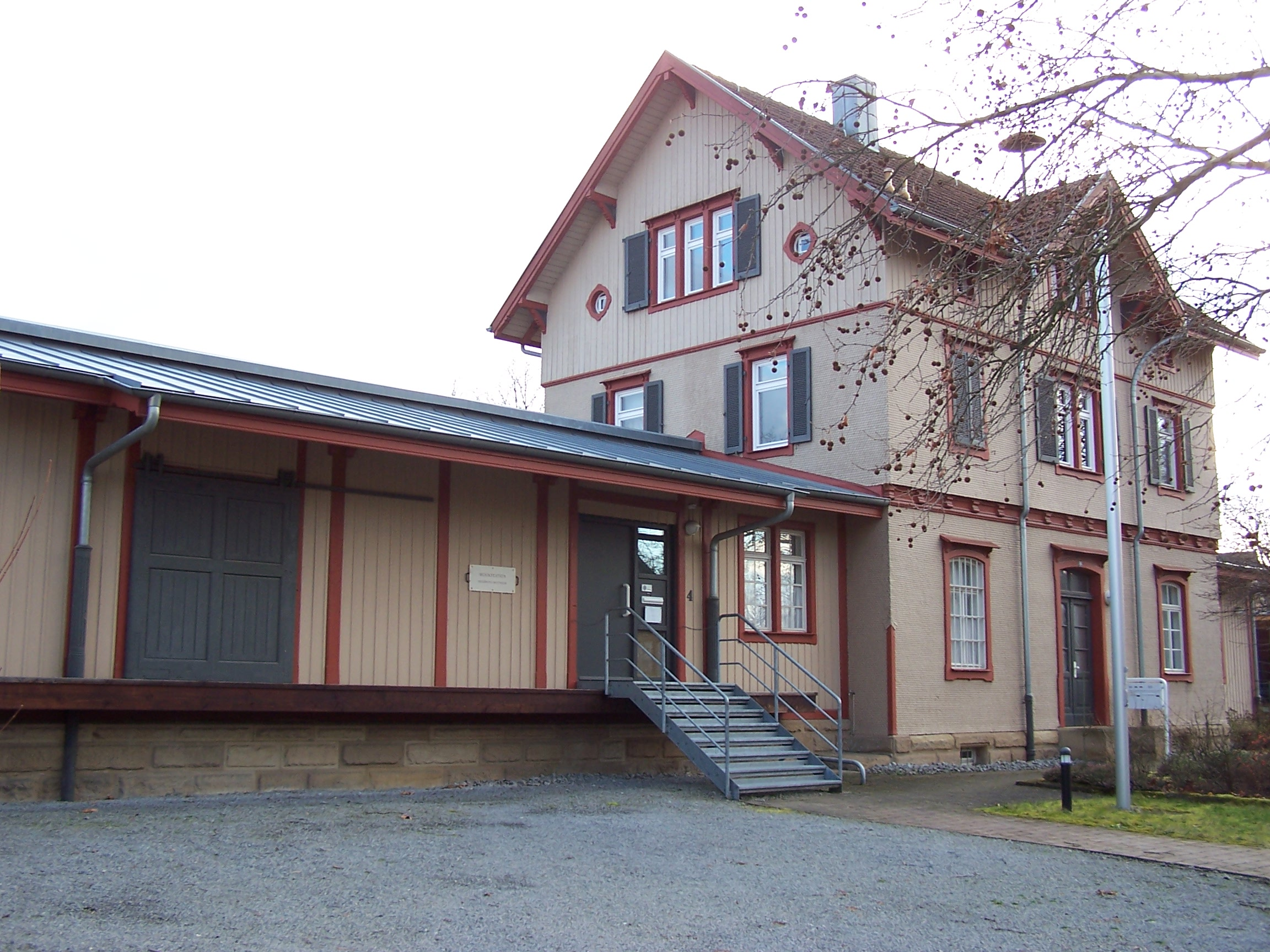
Ehemaliger Bahnhof
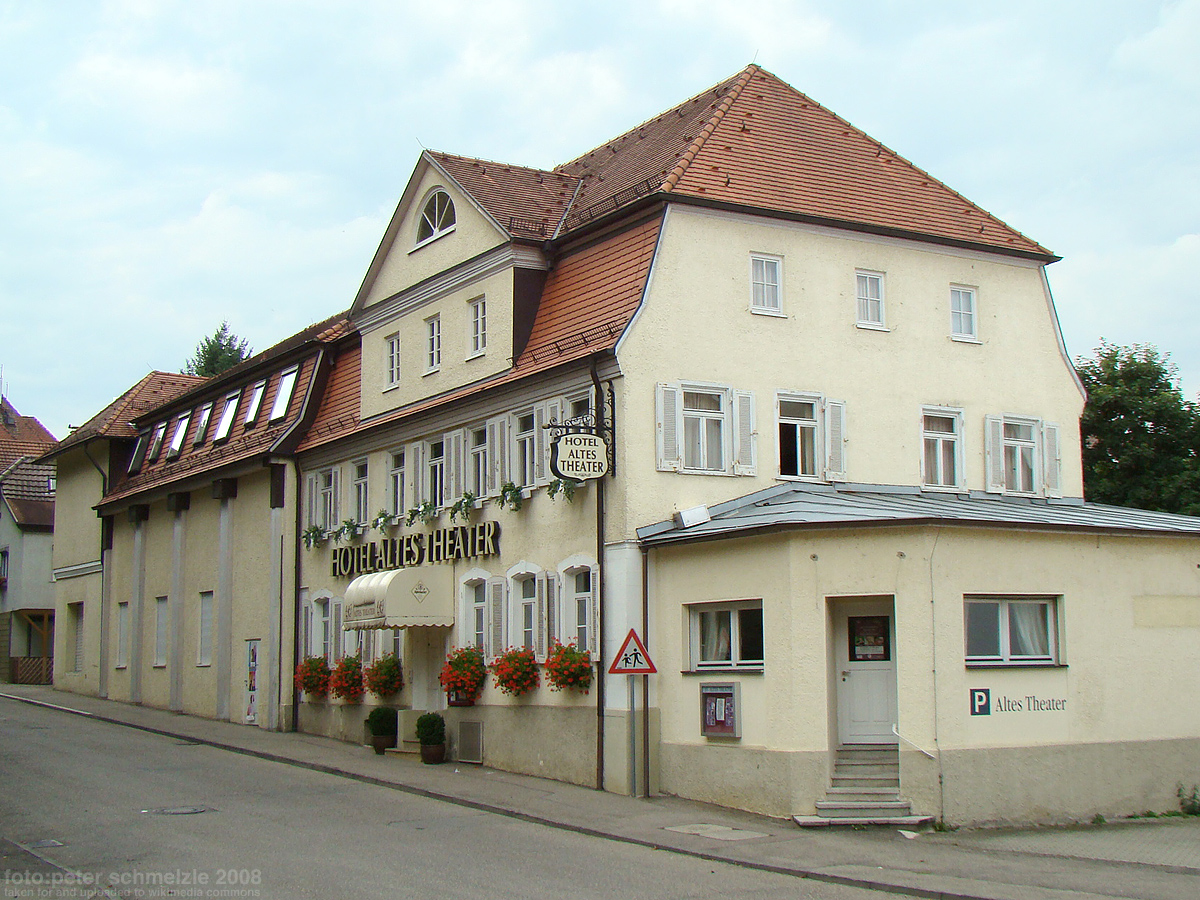
Altes Theater
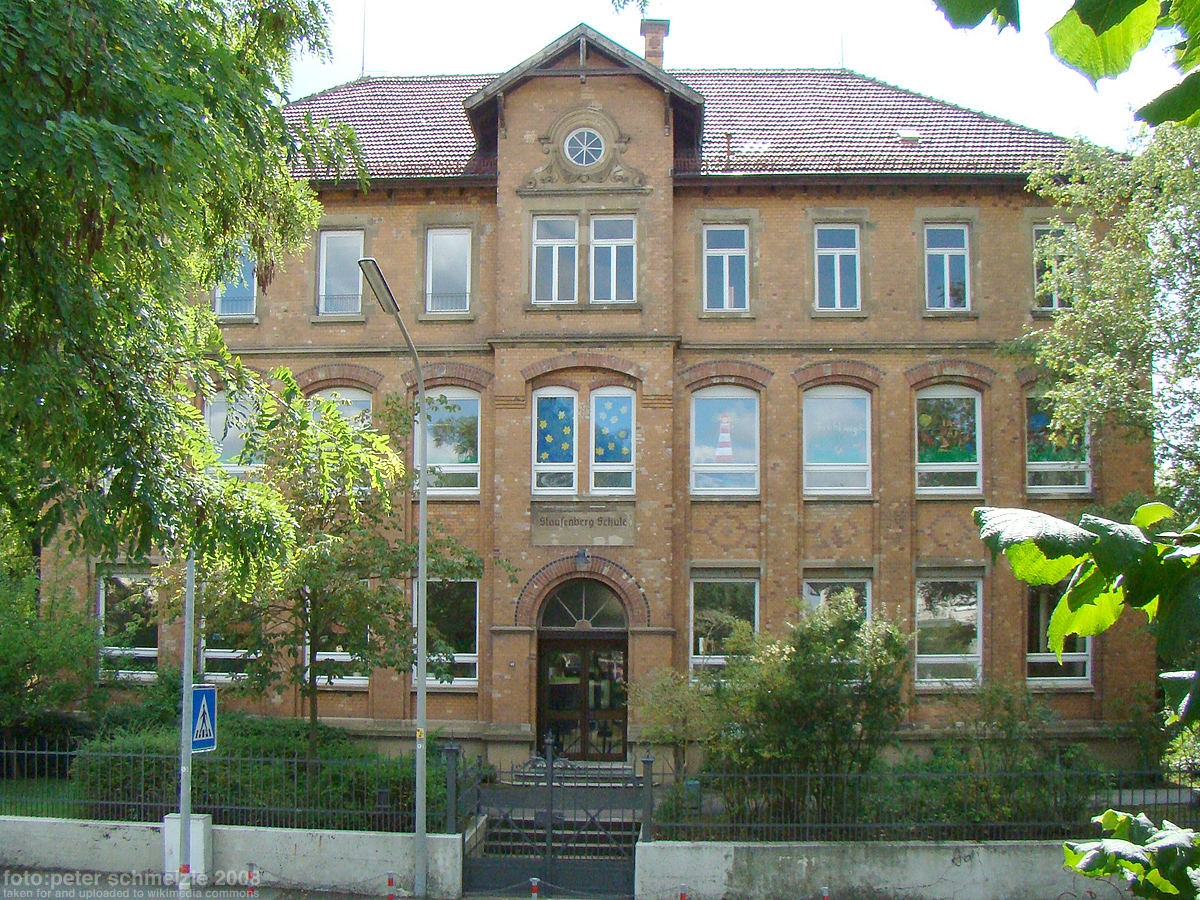
Staufenbergschule

Denkmalgeschützte historische Gebäude sind u. a. das barocke Anwaltswohnhaus Hauptstr. 20 (heute Gaststätte) und das Deutschordens-Wohn- und Gerichtshaus Hauptstr. 23 (heute ebenfalls Gaststätte). Im Bereich der Görresstraße 6–10 gibt es eine historische Hofeinfahrt und einen Keller, die noch von einem Gehöft um 1600 stammen. Unter dem Gebäude Görresstraße 9,11 ist ein historischer Weingärtnerkeller.
An dem Gebäude Bundschuhstraße 4 befindet sich eine barocke Hausmadonna aus dem 18. Jahrhundert, in der Hauptstraße ist ein Wegkreuz aus Sandstein von 1750 aufgestellt. Weitere historische Kreuze auf Sontheimer Markung sind ein Wegkreuz in der Wiesenhalde sowie das Wilderers Kreuz, das nahe dem bereits auf Heilbronner Markung liegenden Schweinsbergturm an zwei im 19. Jahrhundert erschossene Wilderer erinnert. Verschiedene Bunkerreste sind Relikte der in den 1930er Jahren erbauten Neckar-Enz-Stellung.

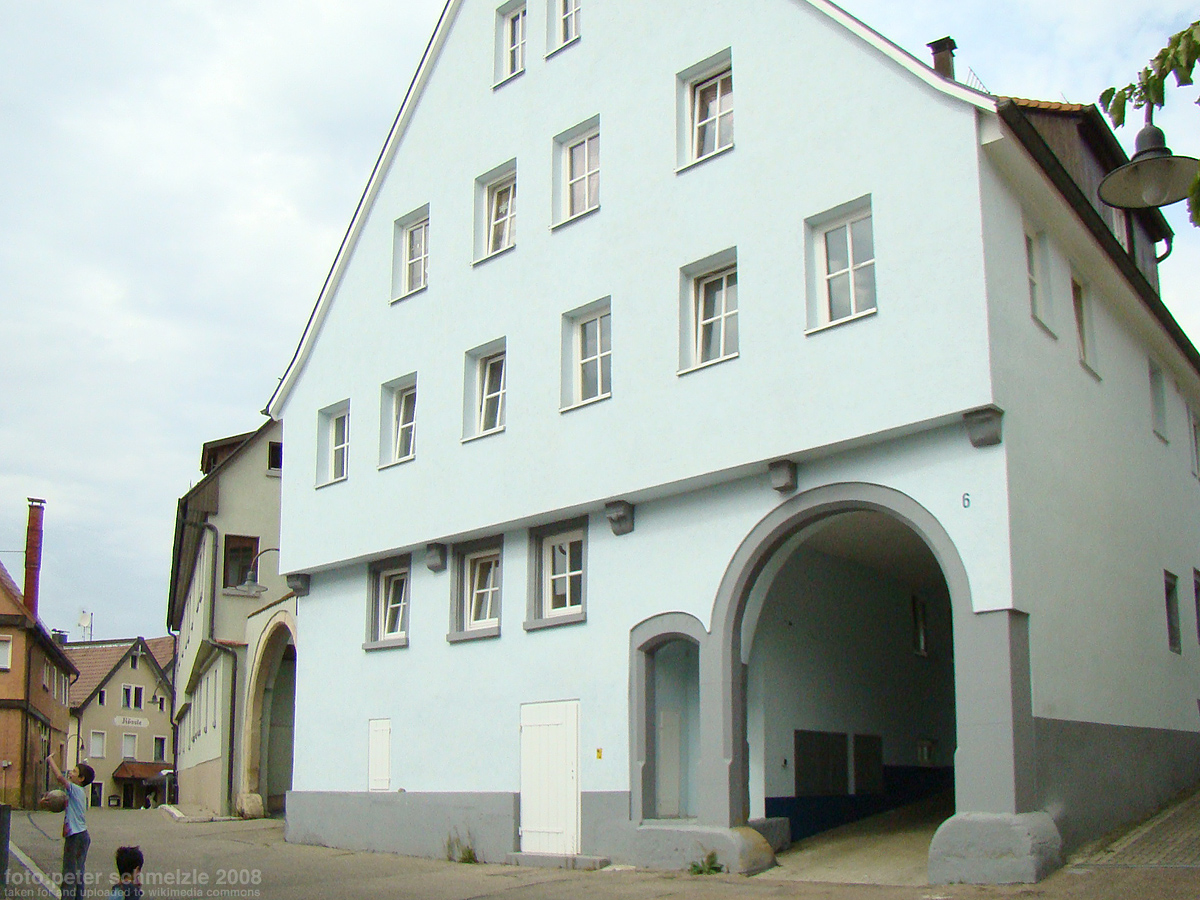
Görresstr. 8
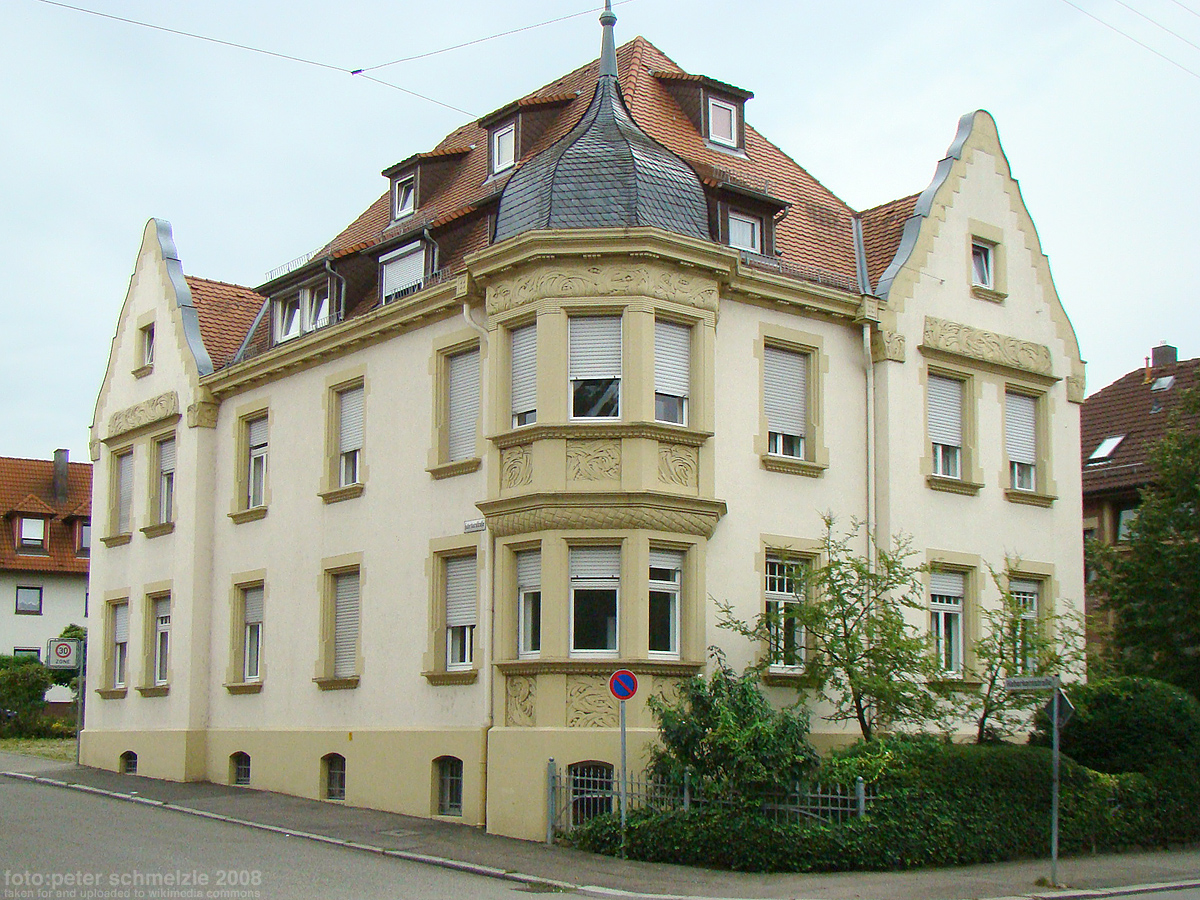
Kolpingstr. 18
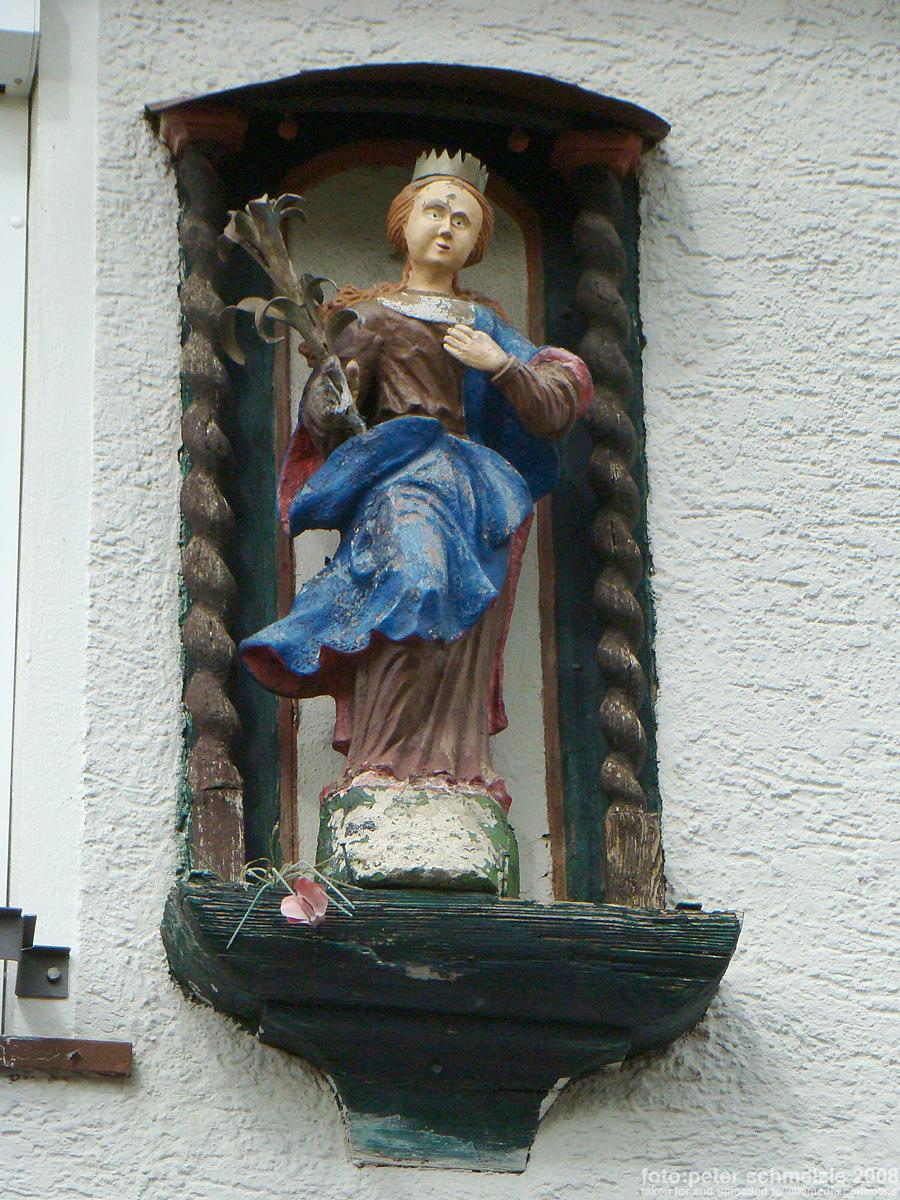
Barocke Hausmadonna
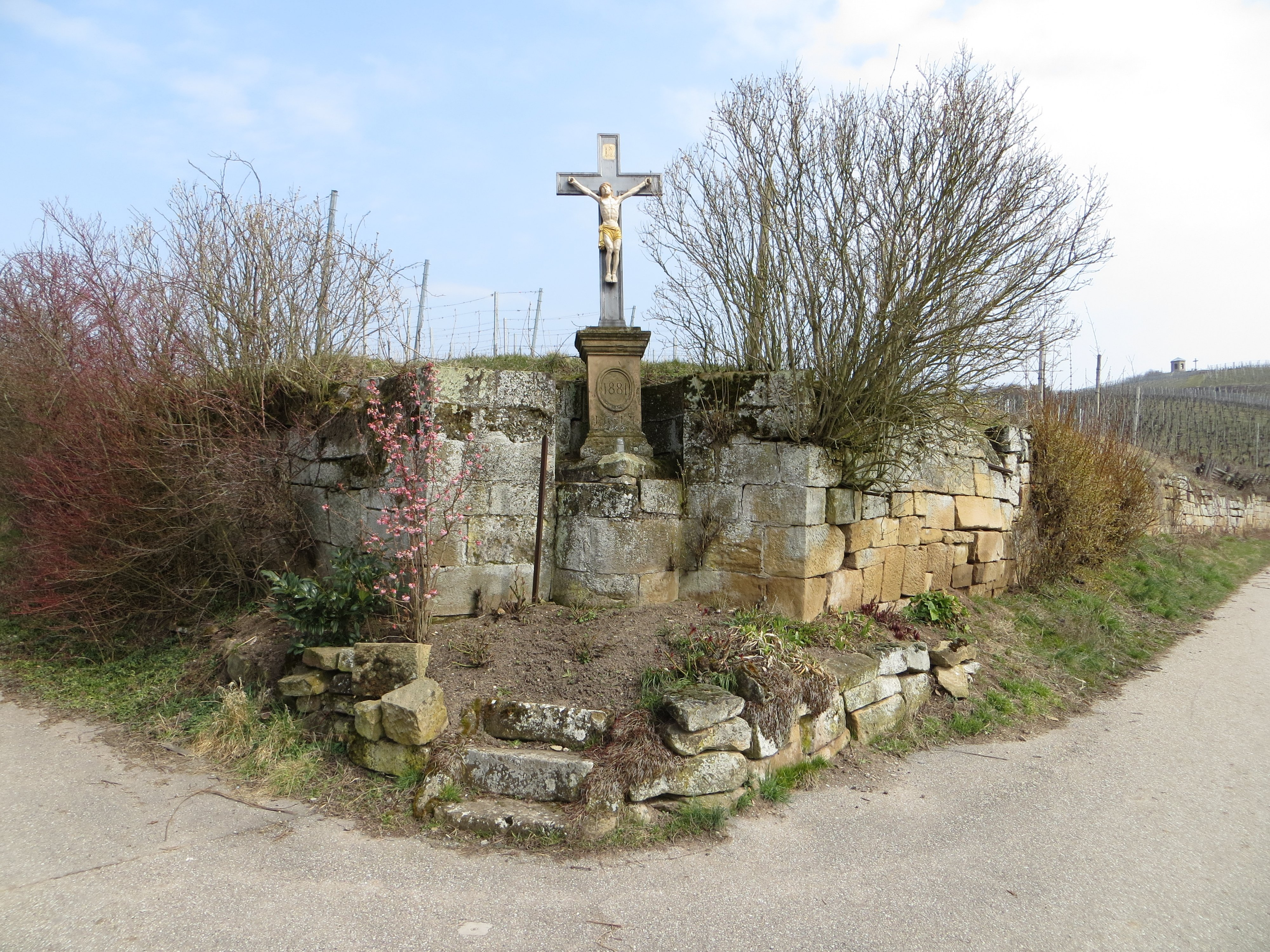
Wegkreuz Wiesenhalde

### Theater
Am 6. Februar 1946 wurden mit Franz Lehárs Operette Das Land des Lächelns unter der musikalischen Leitung von Robert Edler die neue Spielstätte in der Gaststätte Sonne in Sontheim eröffnet. Das Motto lautete dabei „Und neues Leben blüht aus den Ruinen“. Ernst Köneke leitete bis August 1946 das Heilbronner Künstler-Theater in Sontheim, wobei Sprech- und Musiktheater dargestellt wurden. Das Sontheimer Heilbronner Künstler-Theater wurde später in Theater Heilbronn umbenannt und von Erich Weidner, danach von Eberhard Schmohl bis Ende 1947 geleitet. Theaterleiter wurde Fritz Wilde, und das Theater Heilbronn wurde in Neues Theater Heilbronn umbenannt, dabei wurden Operetten- und Schauspielaufführen geboten. Fritz Wilde (1902–1989) hatte zuvor im Schießhaus in Heilbronn Konzerte veranstaltet. Wilde wurde selbst als Schauspieler tätig und spielte 50-mal den General Harras in Des Teufels General. Am 2. April 1949 wurde der Theaterbetrieb in Sontheim vorläufig beendet. Im Hotel Altes Theater fanden bis 2013 weiter Theateraufführungen statt.

## Wirtschaft und Infrastruktur

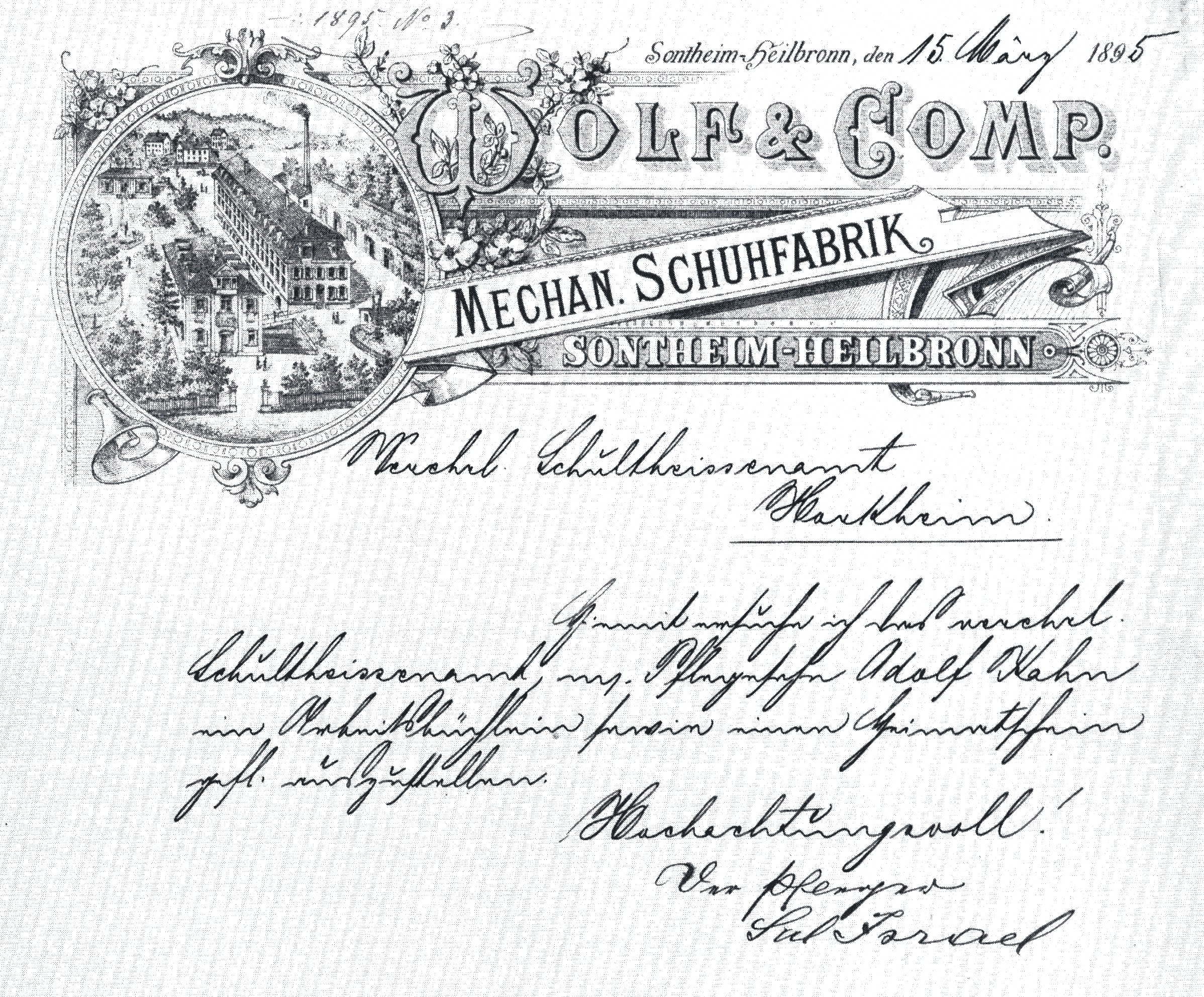
Die Firma Wolko mit dem ehemaligen Schreiberischen Landhaus

Die Industrialisierung in den späten 1860er Jahren führte zu einem raschen Wachstum, durch Industrieansiedlungen längs der Sontheimer Landwehr wuchsen Sontheim und Heilbronn praktisch zusammen. Der erste bedeutende Industriebetrieb in Sontheim war die Zwirnerei Ackermann, die 1869 den Betrieb in der ehemaligen Deutschordens-Sommerresidenz aufnahm und zu bedeutender Größe im Osten des Ortes anwuchs. Weitere bedeutende Betriebe waren die Schuhfabrik Wolko, die 1891 das ehemalige Bianchi-Landgut bezog. 1902 entstand die Süddeutsche Camerawerk GmbH Körner und Mayer (R. E. Mayer 1902). Außerdem die Waagenfabrik A. Wegenast in Sontheim a. N. (F. Schneider & A./C. Döft 1904). Im ehemaligen Kamerawerk Nettel Kreuzäckerstraße bzw. Staelenstraße 37, wurde 1919 von dem Architekten Ludwig Knortz Heilbronn A.N als das Haus Hartlieb umgebaut und diente von August 1920 bis Ende 1921 als Sitz der Falcon Automobilwerke GmbH. Gottlieb Hartlieb und der Kaufmann Ludwig Sauber waren am 12. Juli 1921 als Gesellschafter der Falcon Automobilwerke eingetreten, wobei erklärtes Ziel war, in Sontheim eine Automobilproduktion in der Autowerkstätte von G. Hartlieb zu entwickeln. 1922 wurde ein Zweigwerk in Ober-Ramstadt errichtet. Ende 1931 wurde lt. Handelsregistereintrag die Firma Gottlieb Hartlieb gelöscht.
Im Jahr 1900 erhielt Sontheim mit dem Bahnhof Sontheim Anschluss an die schmalspurige Bottwartalbahn Marbach am Neckar–Heilbronn Süd, die 1985 den Betrieb einstellte und anschließend zurückgebaut wurde. Ebenfalls im Jahr 1900 wurde der Ort wurde auch durch eine Linie der Straßenbahn Heilbronn an die Nachbarstadt Heilbronn angeschlossen, diese wiederum wurde 1951 durch den bis 1960 verkehrenden Oberleitungsbus Heilbronn ersetzt. Heute ist Sontheim durch Stadtbusse der Verkehrsbetriebe Heilbronn mit Heilbronn verbunden.

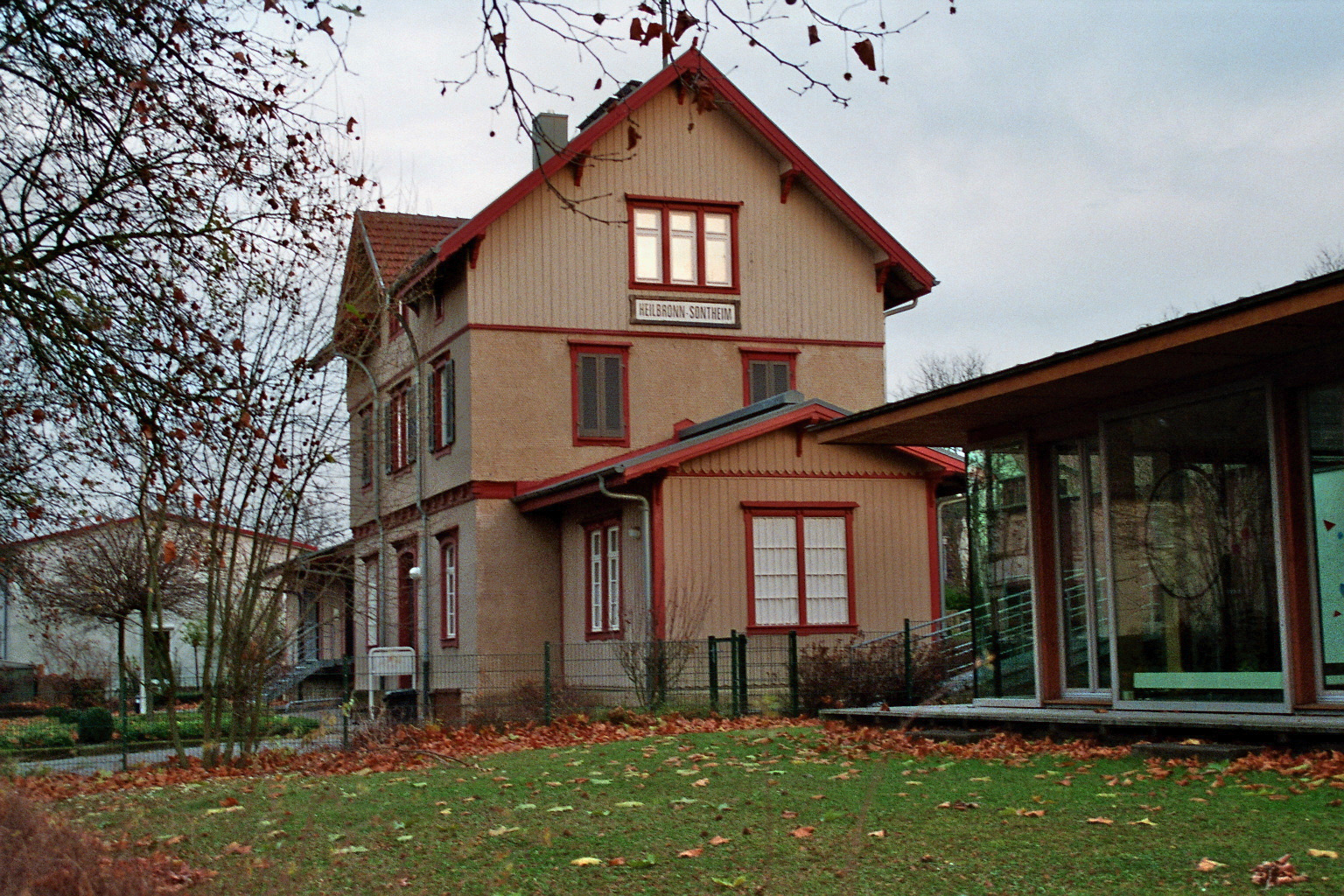
Der frühere Bahnhof
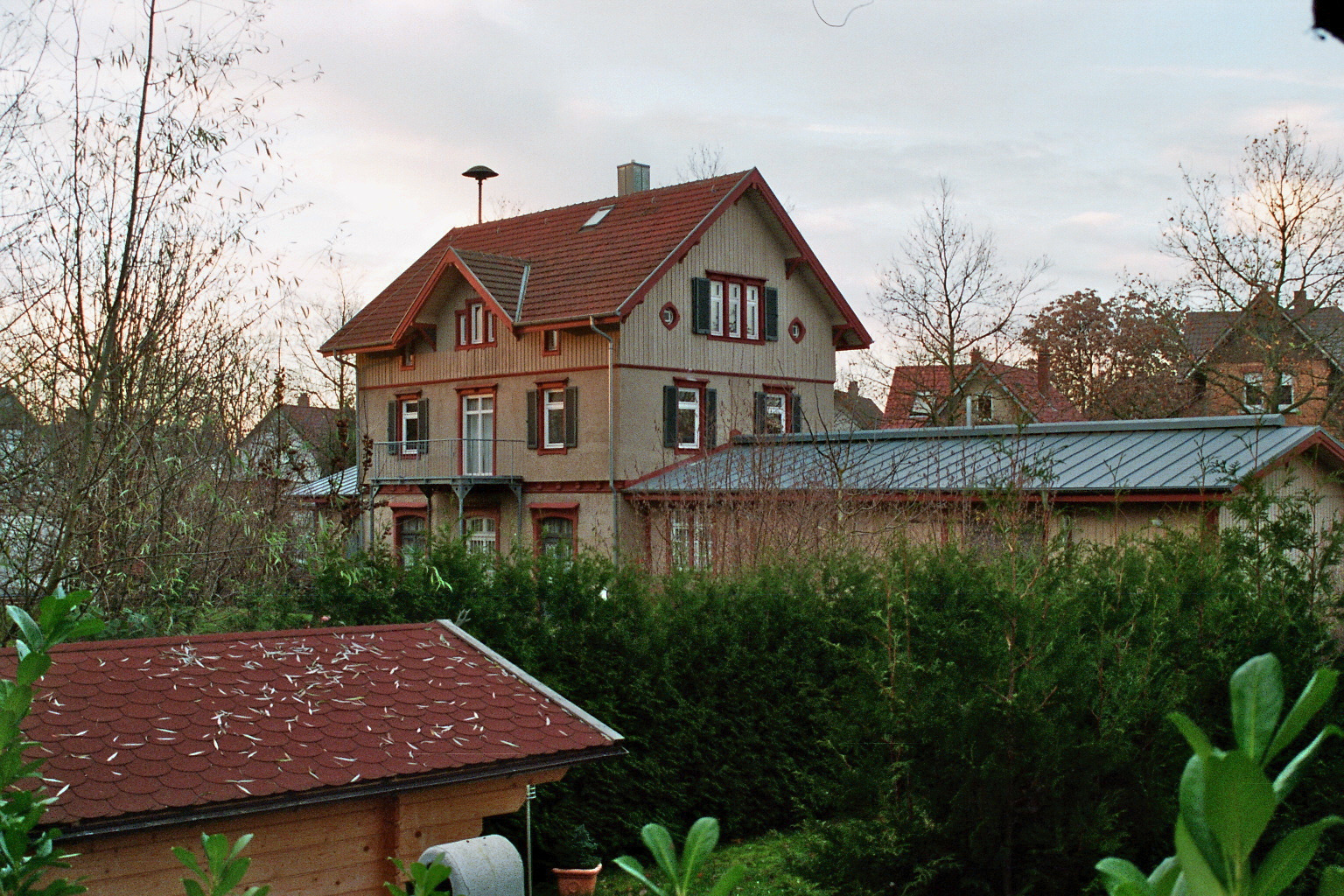
Die Gleisseite des früheren Bahnhofs

## Sport
Der Verein TSV Sontheim stieg mit der Tischtennis-Herrenmannschaft 1989 aus der Zweiten Bundesliga in die 1. Bundesliga auf, wo er sich bis 1997 hielt.

## Utzname der Bevölkerung

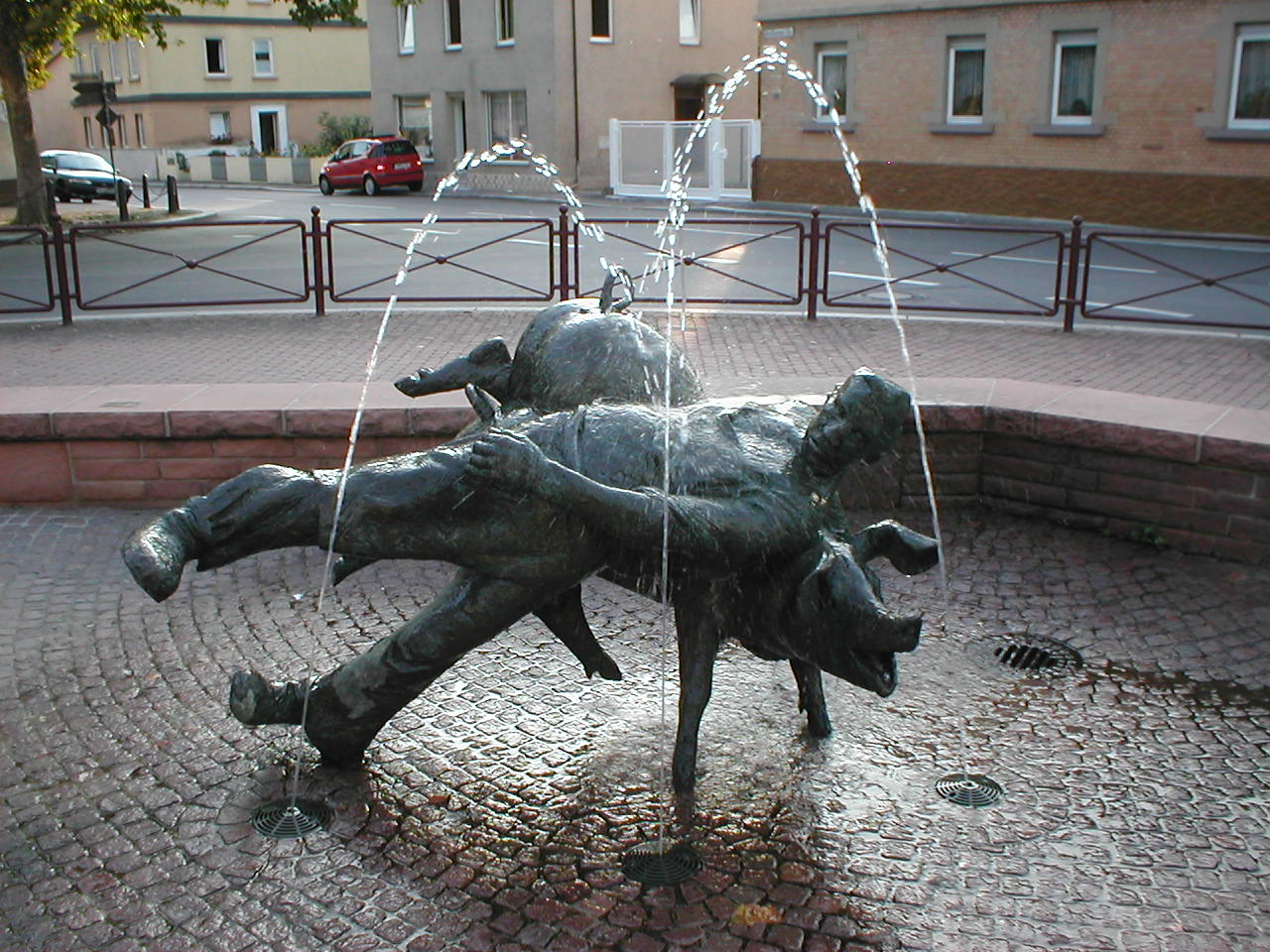
Saureiterbrunnen

Der alte Utzname der Sontheimer lautet Saureiter. Demnach soll ein Sontheimer Metzger erfolglos versucht haben, eine Sau zu schlachten. Dabei wurde er zum „unfreiwilligen Saureiter“. In der Ortsmitte beim Deutschordens-Sommerhaus wurde 1994 der Saureiterbrunnen von Kurt Tassotti installiert, der den einstigen Utznamen aufgreift. Die Stadt Heilbronn hatte zuvor einen begrenzten Wettbewerb ausgeschrieben, an dem auch Christiane Häringer, Gunther Stilling sowie Reinhard Siecke erfolglos teilgenommen hatten.

## Söhne und Töchter des Ortes
- Friedrich Wilhelm Arnold (* 3. März 1810; † 12. Februar 1864 in Elberfeld), Musiker und Musikverleger
- Albert Güldenstein (* 3. Januar 1822; † 1891 in Stuttgart), Bildhauer
- Blasius Kurz (* 3. Februar 1894; † 13. Dezember 1973) Franziskaner und katholischer Bischof
- Albert Großhans (* 11. Mai 1907; † 21. November 2005 in Heilbronn), Kommunalpolitiker (SPD), Ehrenbürger von Heilbronn
- Karl Hehn (* 4. Mai 1940), Politiker (CDU), ehemaliger Bürgermeister, ehemaliges MdL des Wahlkreises Hohenlohe
- Alfred Dagenbach (* 17. November 1947), rechtsextremer Politiker, ehemaliges MdL des Wahlkreises Neckarsulm
- Hans-Gerhard Hammer (* 11. Juni 1948; † 23. Juli 2024 in Brettheim), evangelischer Pfarrer und Liedermacher
- Peter Günter (* 27. März 1960), Richter am Bundesgerichtshof
- Armin Waldbüßer (* 21. Oktober 1960), Landtagsabgeordneter
- Rainer Hinderer (* 30. April 1962), Sozialarbeiter und Politiker (SPD)
- Ferenc Schmidt (* 28. Juli 1963), ehemaliger deutscher Profifußballer
- Carola Wolle (* 18. November 1963), Unternehmerin und Politikerin (AfD)
- Fabian Haas (* 1967), Entomologe